# Cartographie de Kiev
Cet article recense les plans et cartes de la ville de Kiev à travers l'histoire.

## Reconstitutions de Kiev auXVIIIesiècleet avant
Les trois plans figurant dans la Тератургіма (Teratourguima) d'Athanase Kalnofoïski (1638) sont les plans détaillés les plus anciens connus à ce jour. Ces trois plans, signés des initiales PT, représentent la Laure des grottes. Les deux premières illustrations figurent notamment les grottes de la Laure. Le troisième plan élargit le champ et a provoqué plus de débat d'interprétations.
Le plan du colonel Ivan Ouchakov (1695), réalisé après le rattachement de l'Ukraine à l'Empire russe, présente sur un même plan les trois villes de Podil, du Vieux Kiev et de Petchersk. Il est conservé par une copie du service d'archéologie réalisée par Dmitri Stroukov en 1884 et est exposé au musée de l'histoire de Kiev.

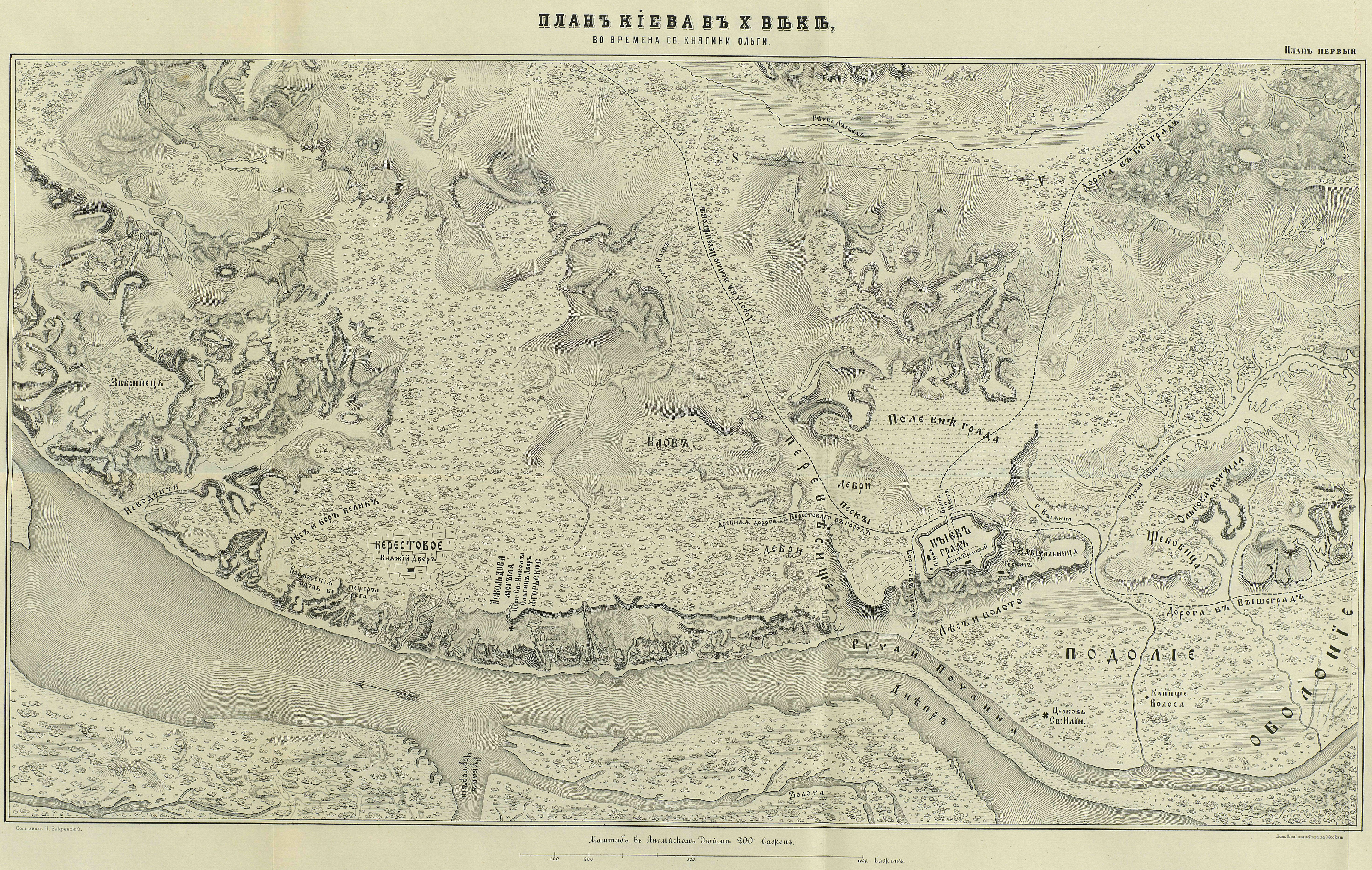
Xe s. Plan de Kiev au Xe siècle. Reconstitution par Nikolaï Zakrevsky dans la Description de Kiev ("Описание Киева"), Moscou, 1868.
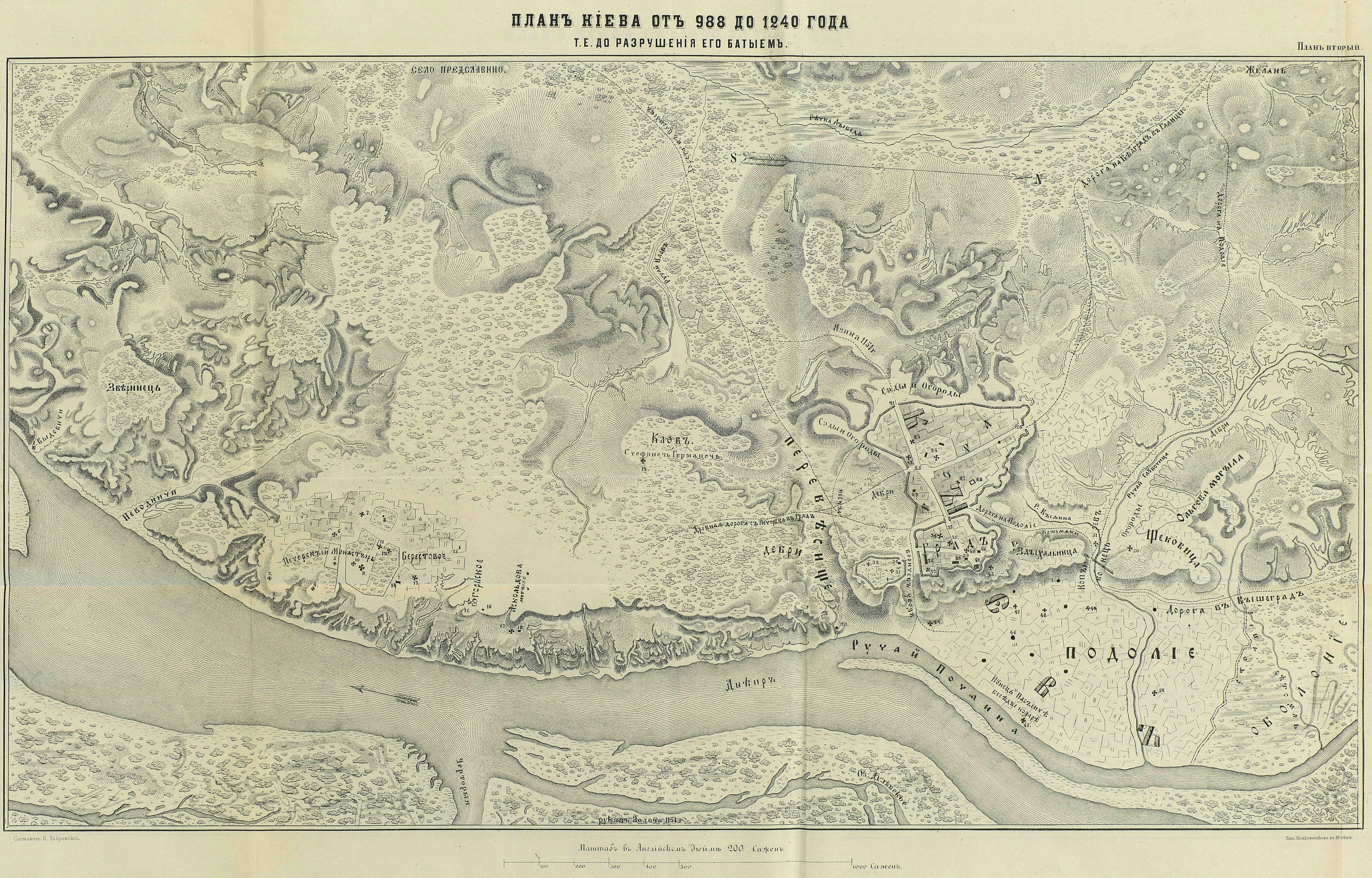
988-1240. Plan de Kiev de 988 à 1240. Reconstitution par Nikolaï Zakrevsky dans la Description de Kiev ("Описание Киева"), Moscou, 1868.
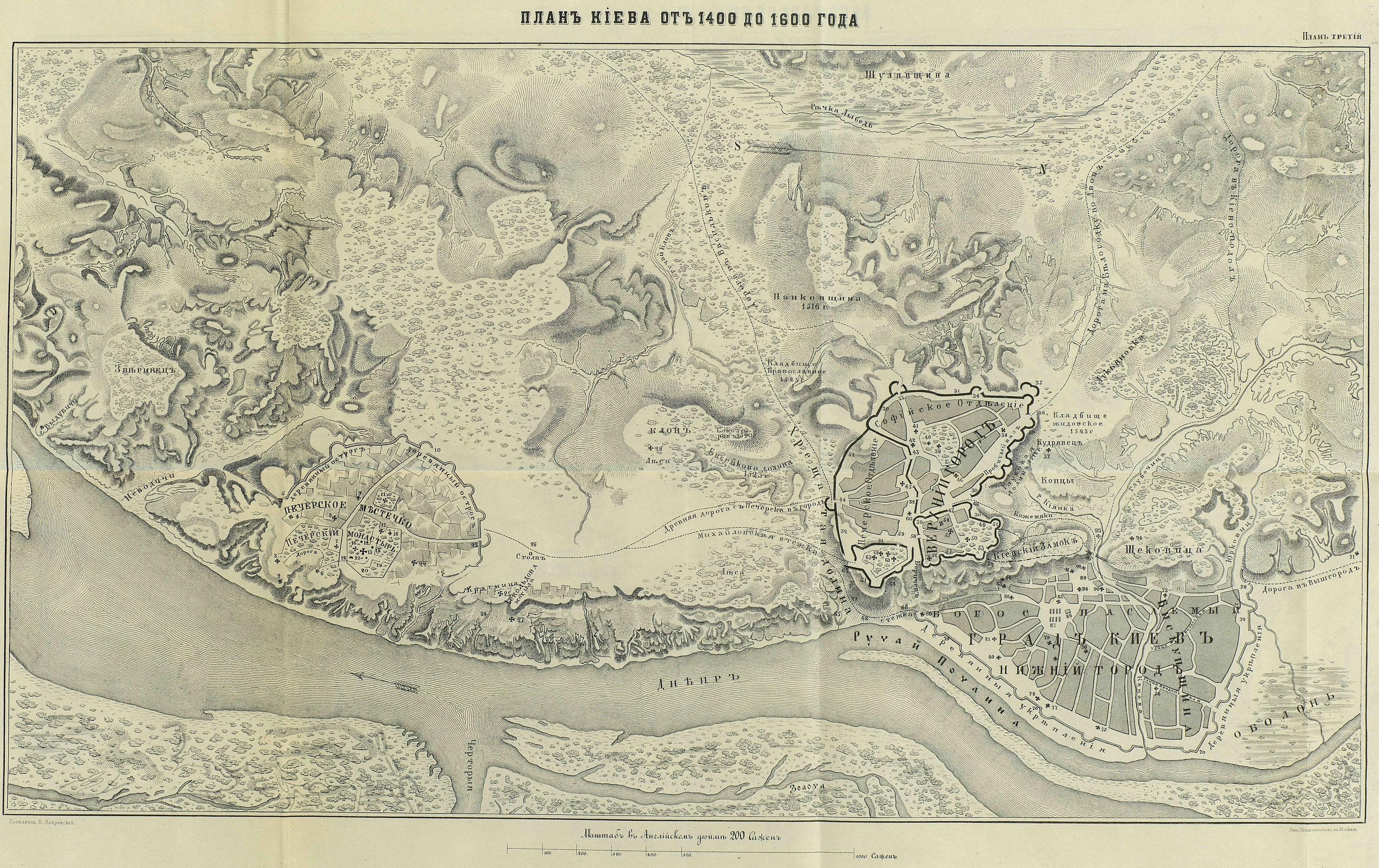
1400-1600. Plan de Kiev de 1400 à 1600. Reconstitution par Nikolaï Zakrevsky dans la Description de Kiev ("Описание Киева"), Moscou, 1868.
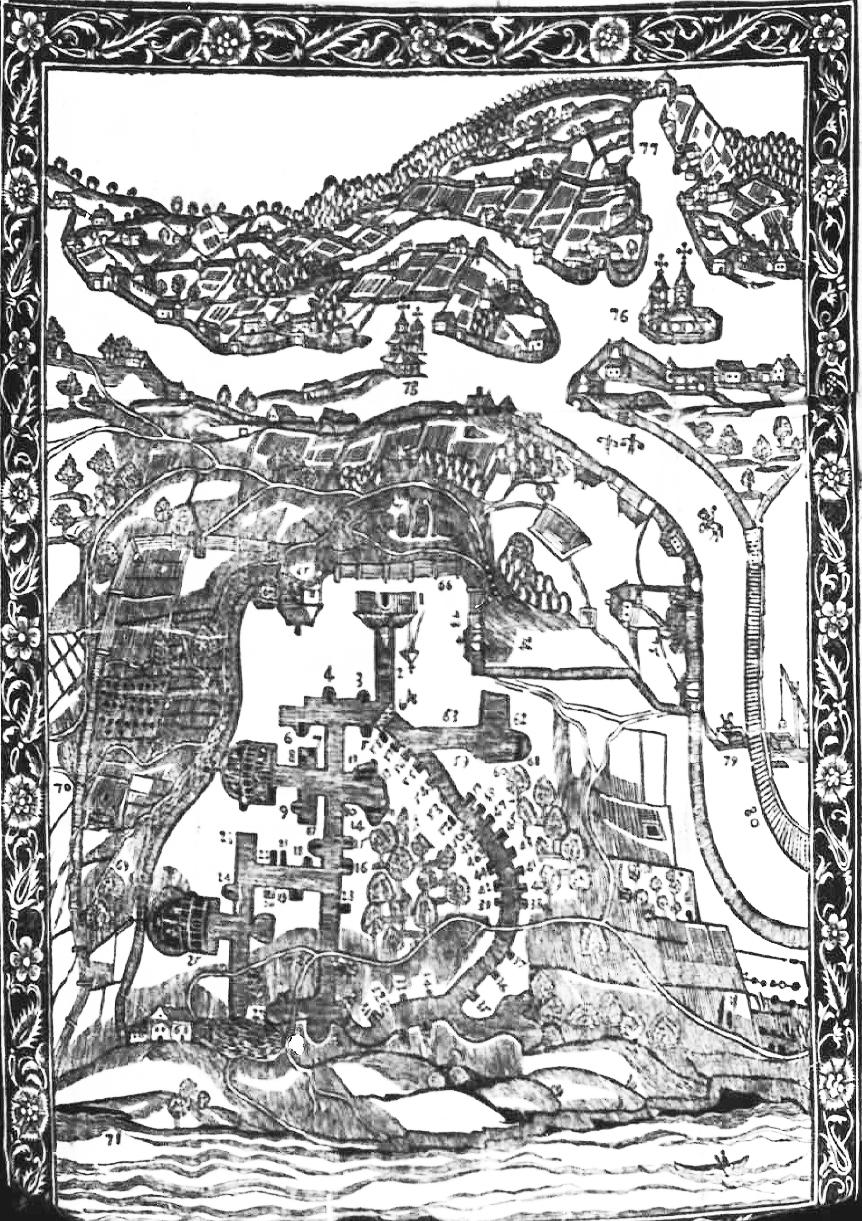
1638. Illustration de la Тератургіма (Teratourguima) d'Athanase Kalnofoïski, vue de la Laure de Petchersk.
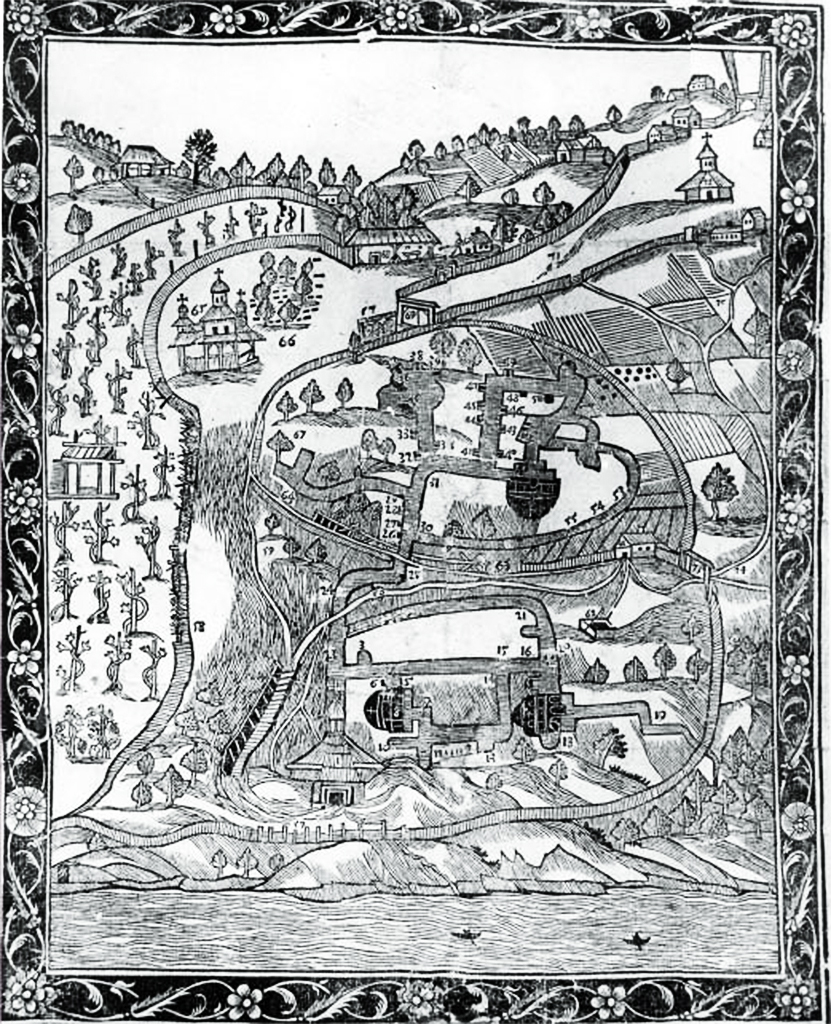
1638. Illustration de la Тератургіма (Teratourguima) d'Athanase Kalnofoïski, vue de la Laure de Petchersk.
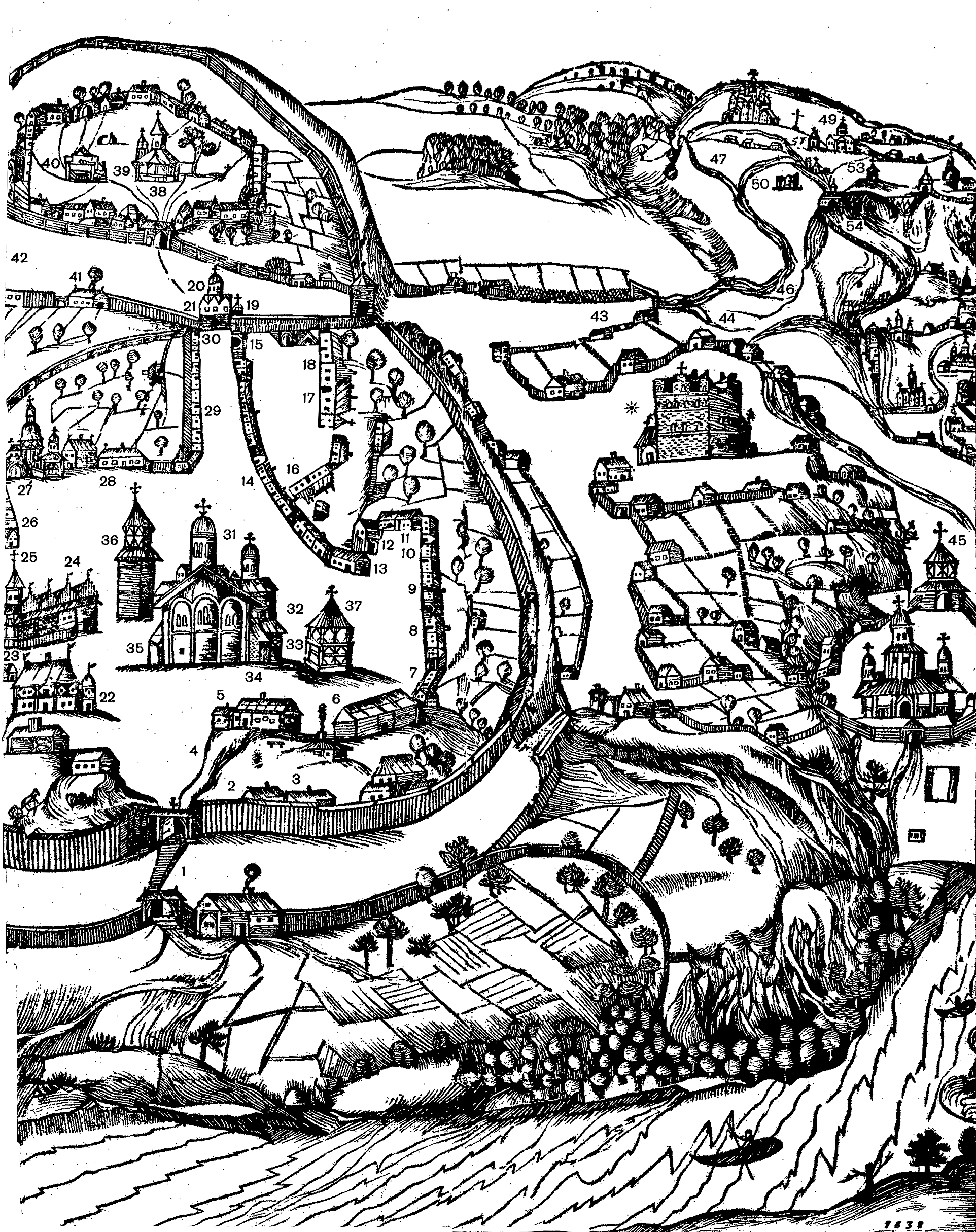
1638. Illustration de la Тератургіма (Teratourguima) d'Athanase Kalnofoïski, vue de la Laure de Petchersk. Ermitages autour de la Laure et jusqu'à Podil.
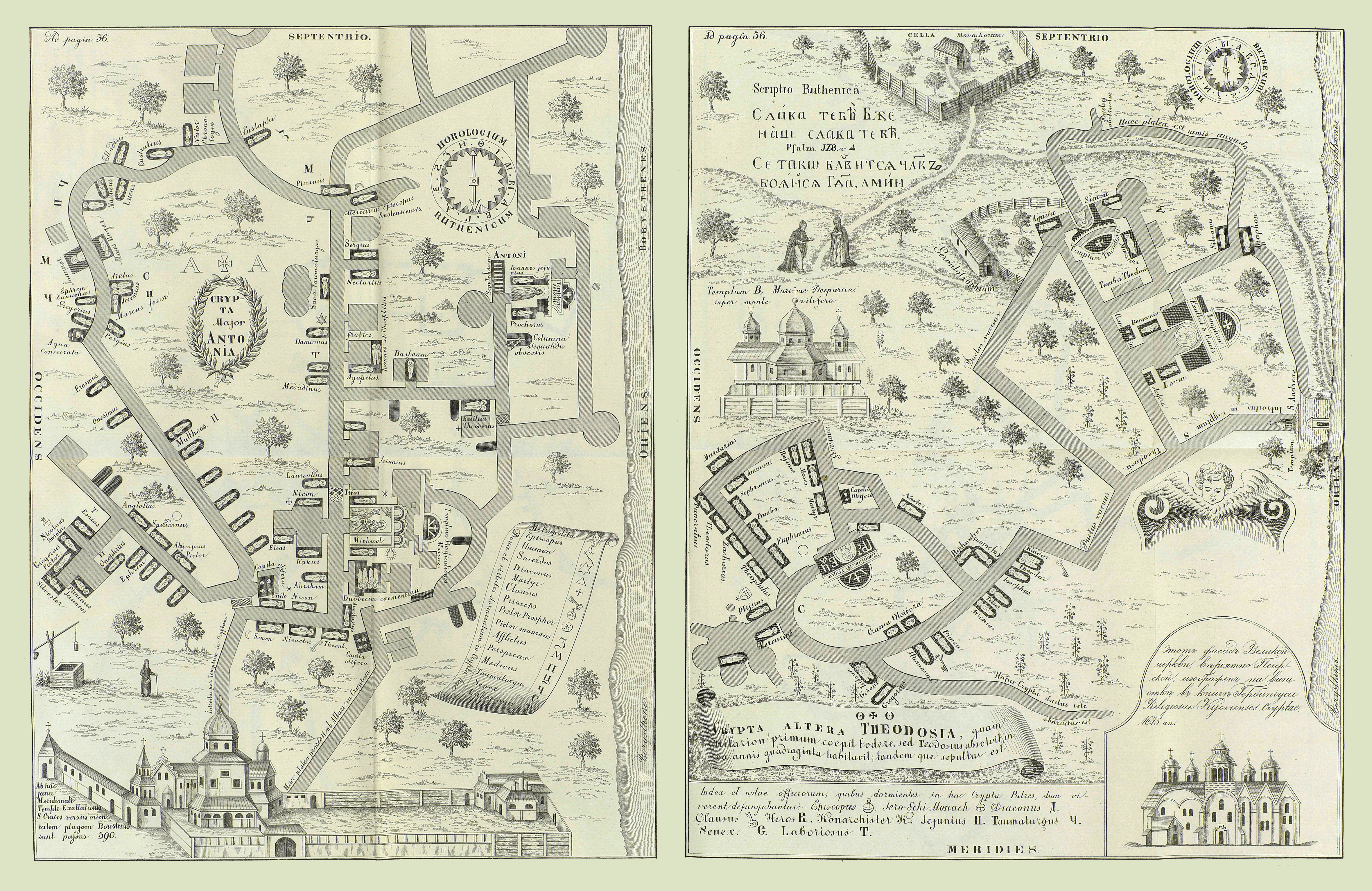
1674. Plan de la Laure de Pechersk par Innocent Giesel. Reproduction dans la Description de Kiev ("Описание Киева"), Moscou, 1868.
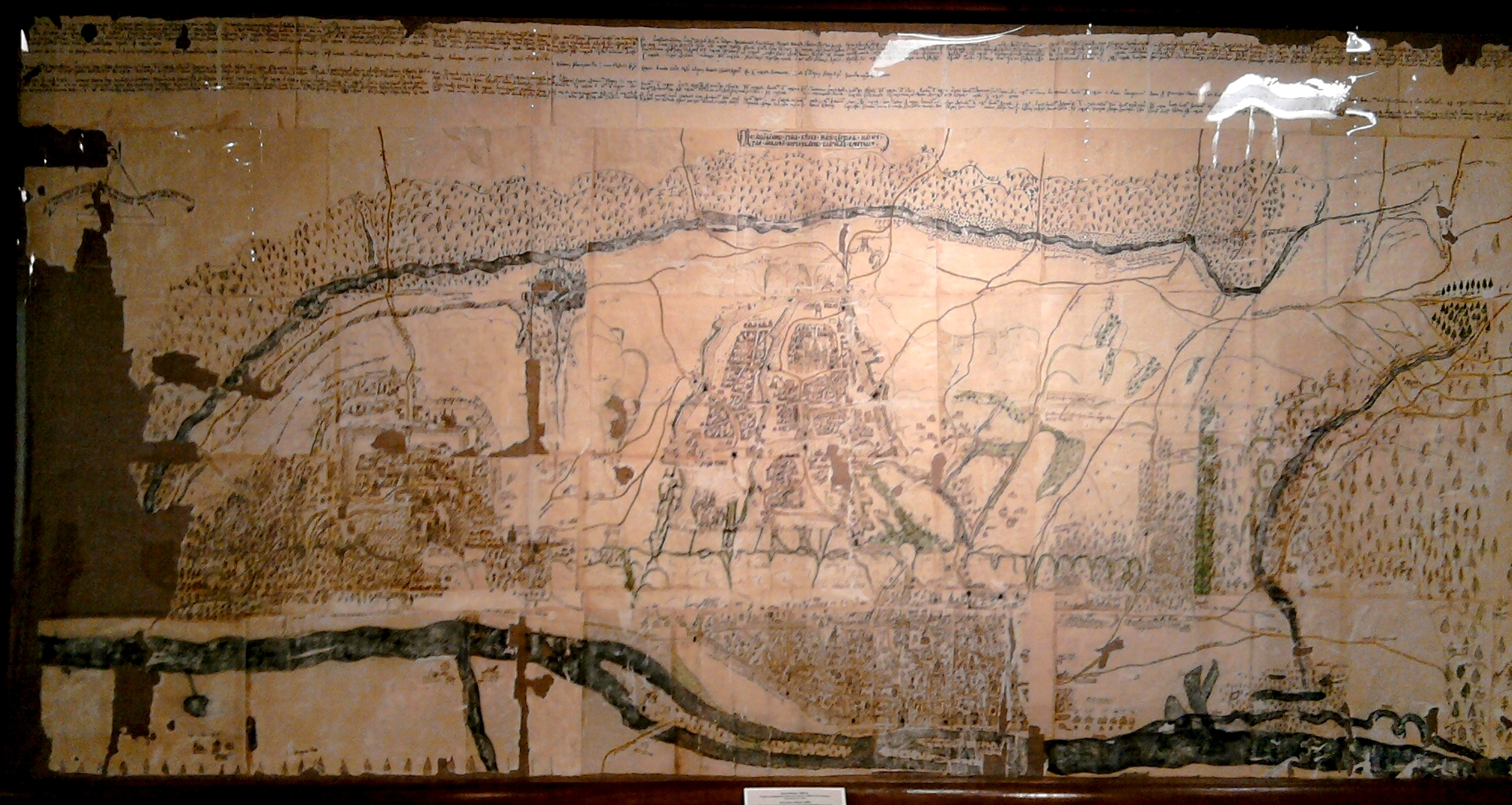
1695. Copie du plan d'Ivan Ouchakov (1695) par Dmitri Stroukov en 1884 exposé au musée de l'histoire de Kiev.
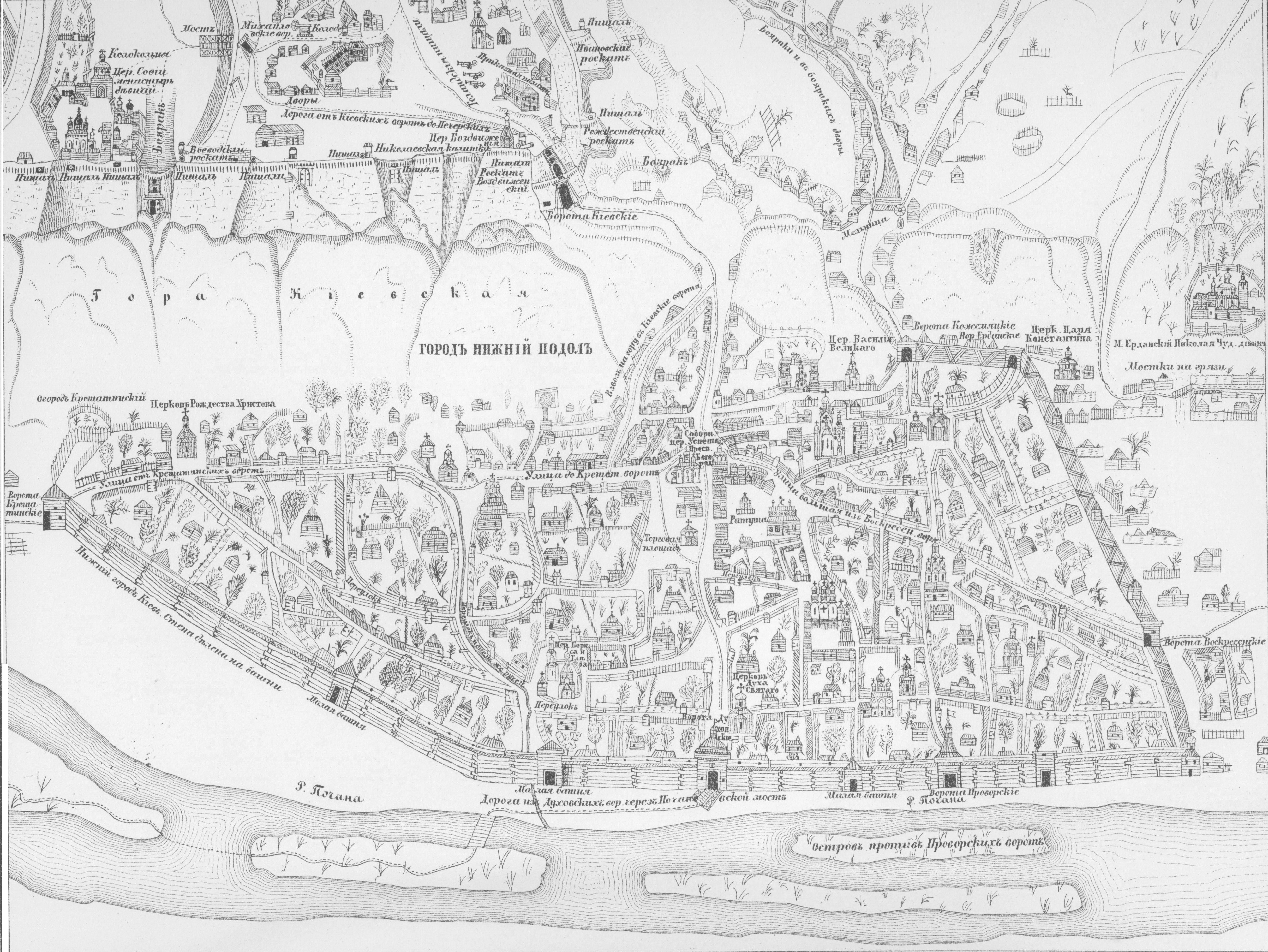
1695. Retranscription du plan d'Ivan Ouchakov (1695). Podil.
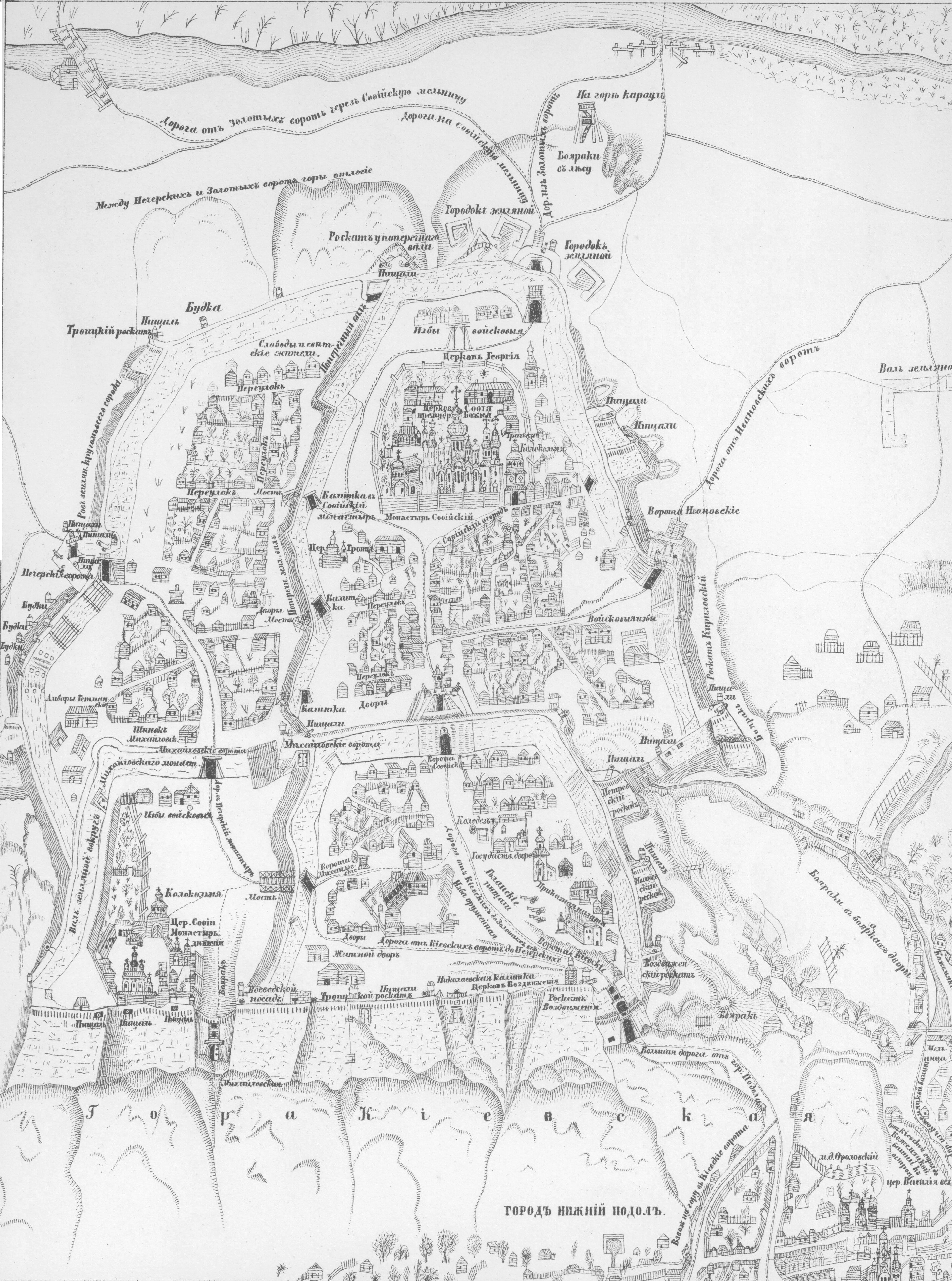
1695. Retranscription du plan d'Ivan Ouchakov (1695). Vieux Kiev.
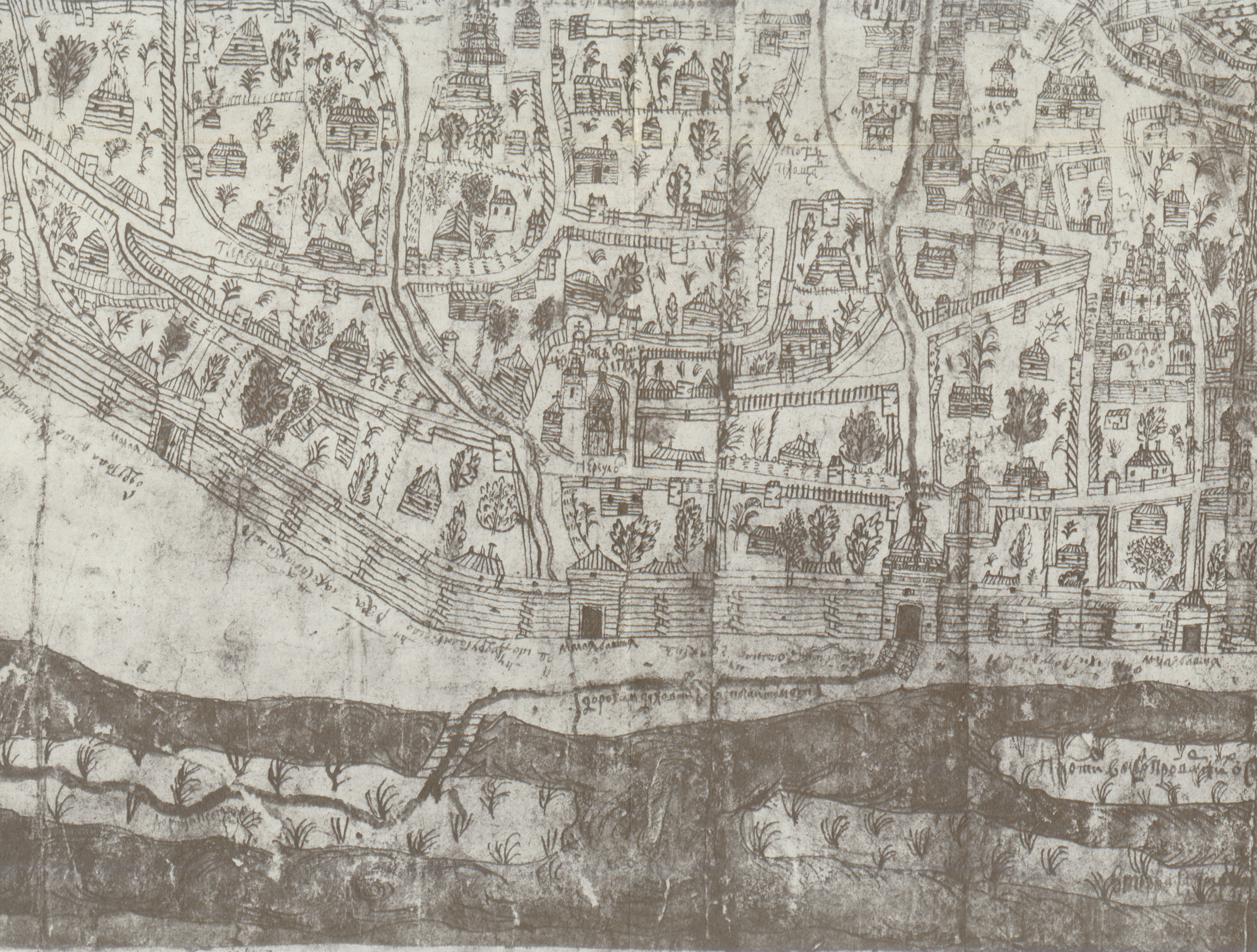
1695. Retranscription du plan d'Ivan Ouchakov (1695). Potchaïna.
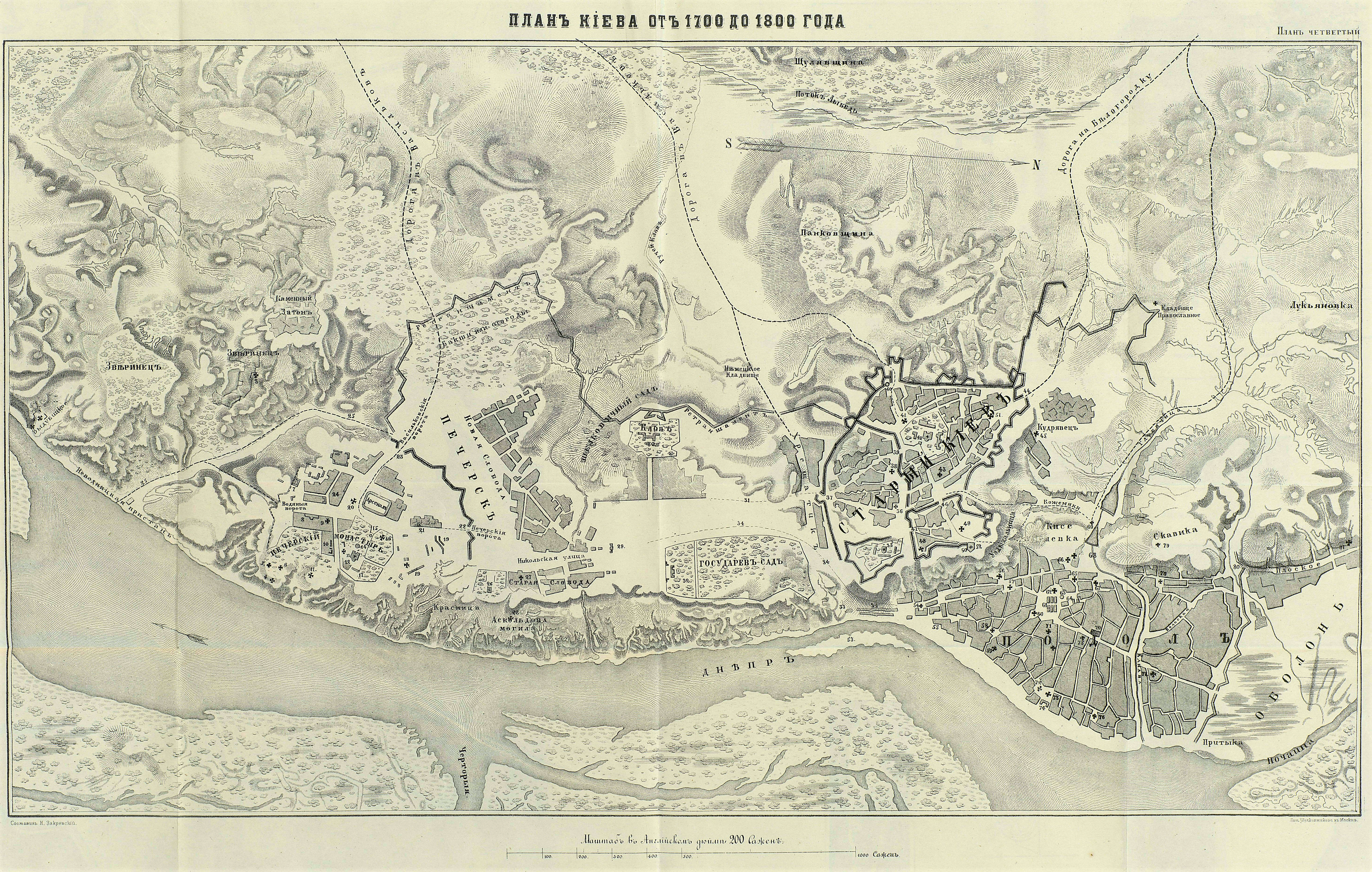
1700-1800. Plan de Kiev de 1700 à 1800. Reconstitution par Nikolaï Zakrevsky dans la Description de Kiev ("Описание Киева"), Moscou, 1868.
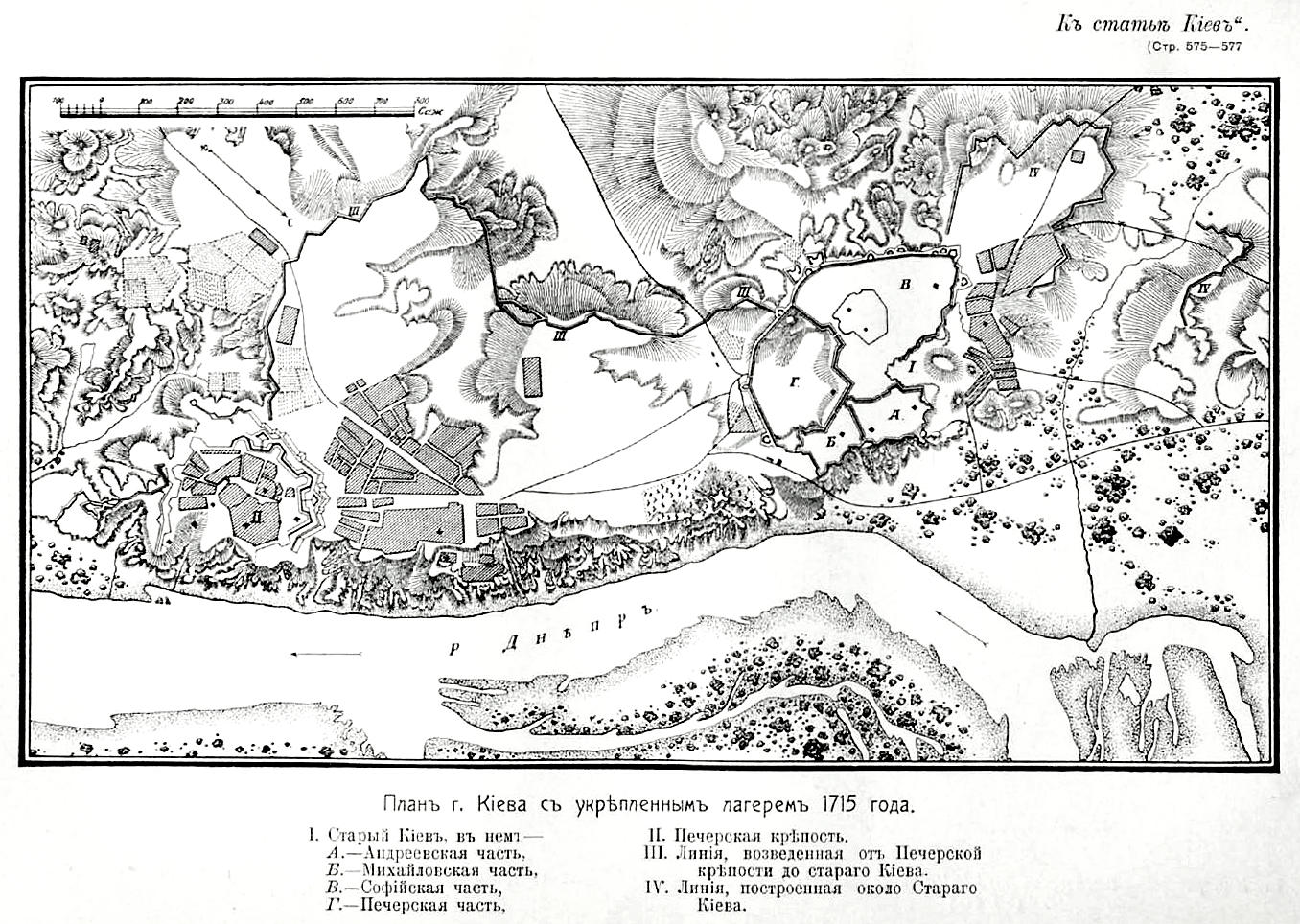
1715. Plan des fortifications de la ville de Kiev en 1715. Encyclopédie militaire (Военная энциклопедия) d'Ivan Sytine, 1913.
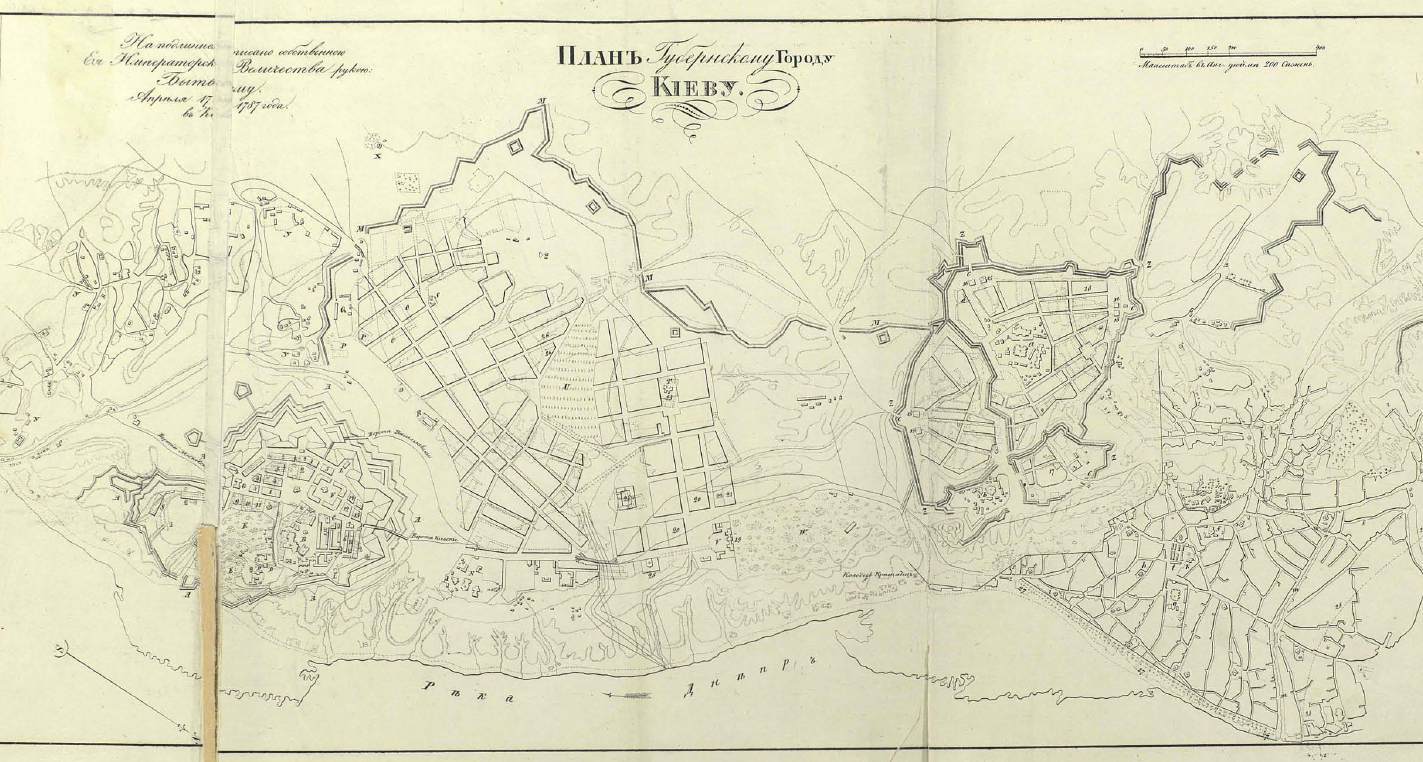
1787. Plan de Kiev en 1787, dans la Collection complète des lois de l'empire, Livre des cartes des villes, 1839.

## Kiev auXIXesiècle

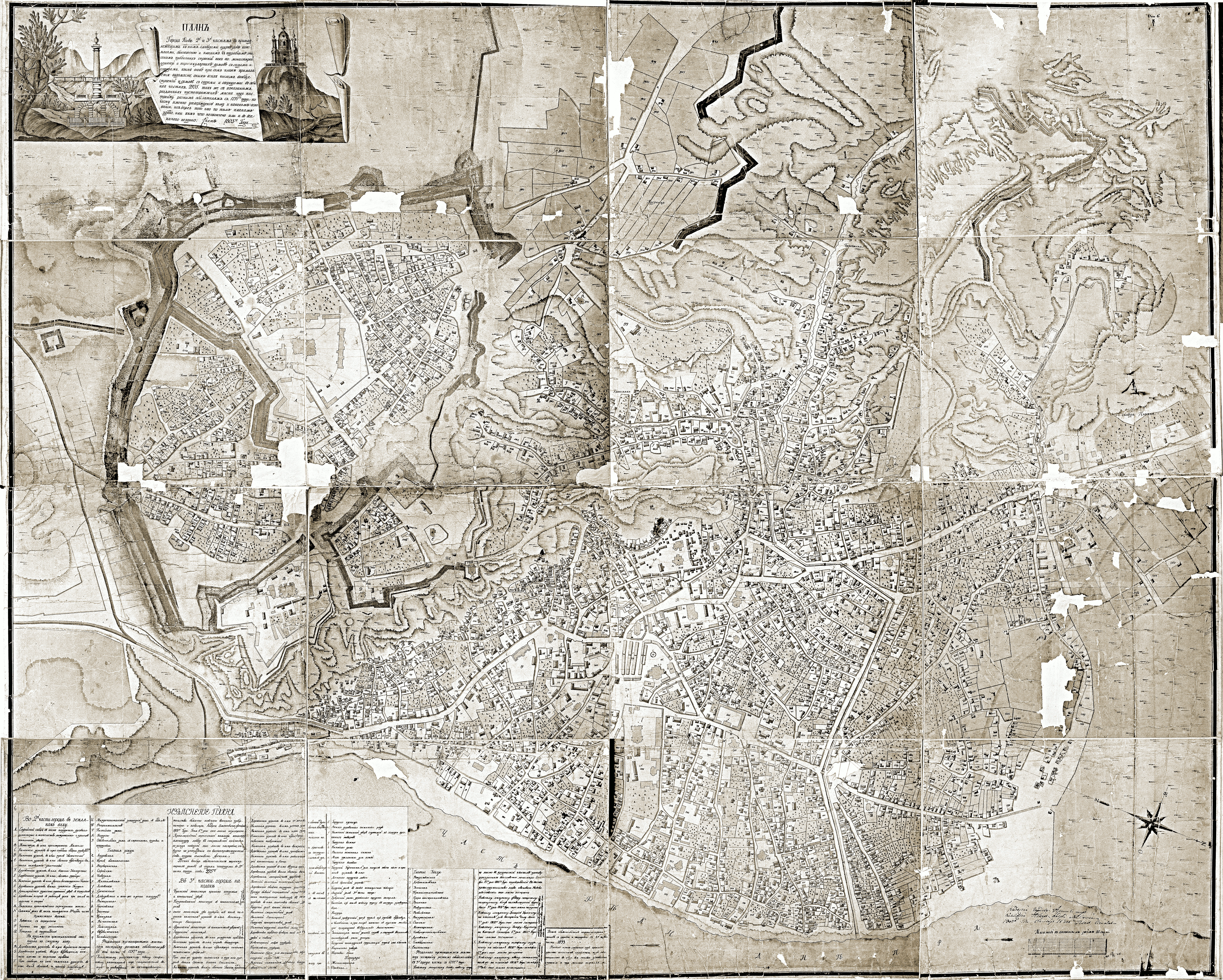
1803. Plan général de Kiev, d'Andreï Melenski.
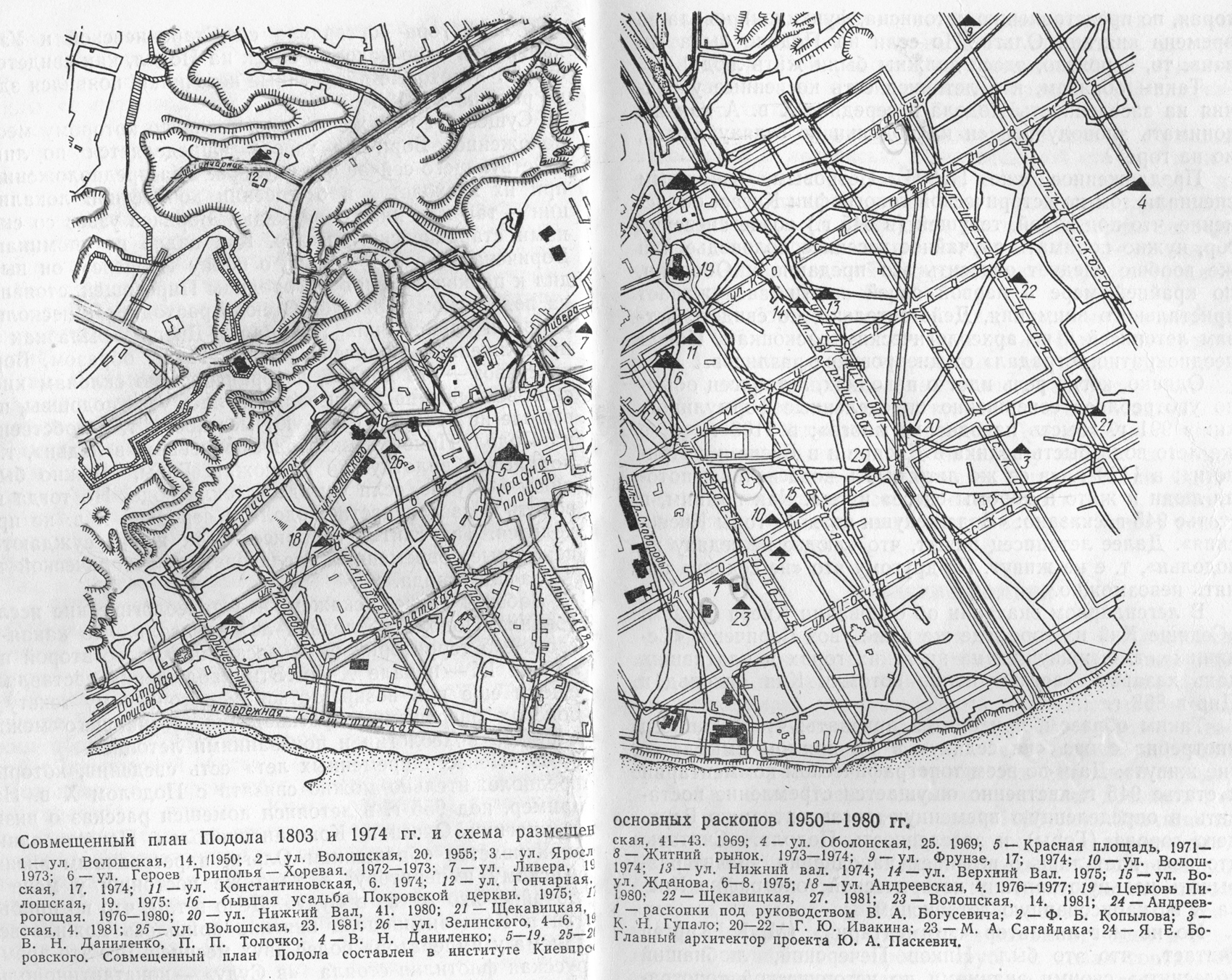
Plan de Podil en 1803 et en 1974 (en superposition), par K.N. Goupalo, 1982.
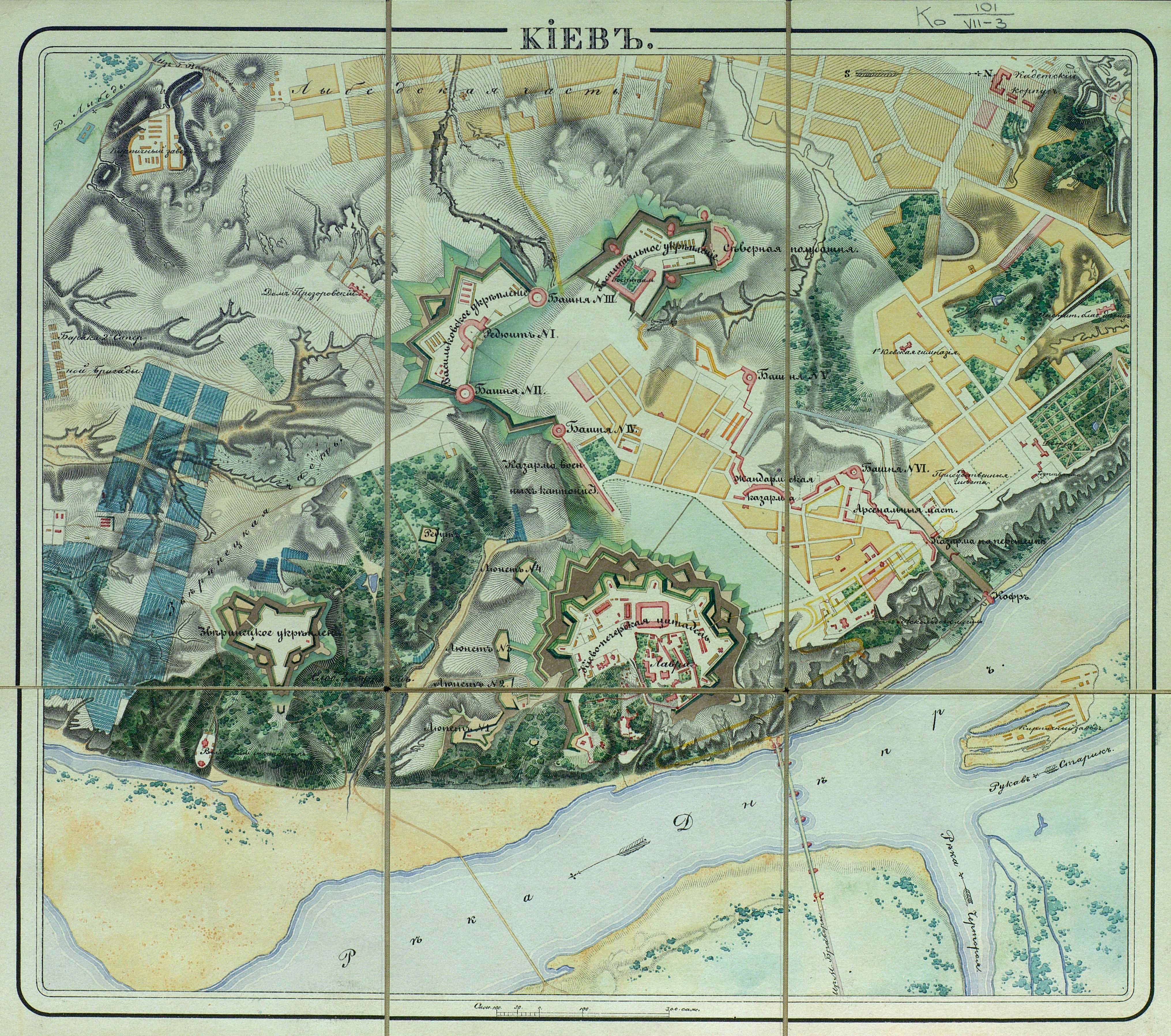
1839. Atlas des forteresses de l'Empire russe" - Saint-Pétersbourg. Vue de la forteresse de Kiev - Petchersk.
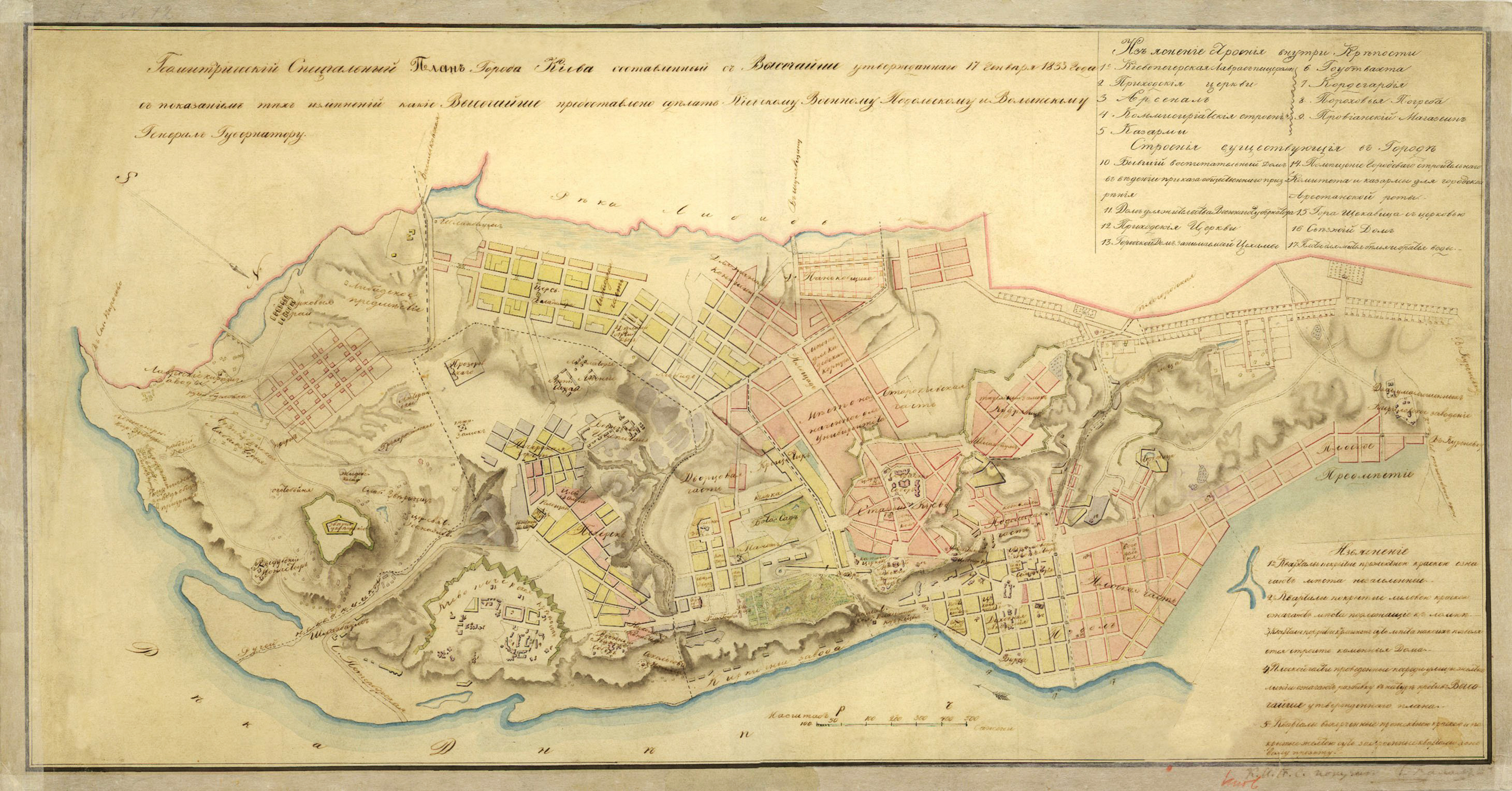
1833. Plan Spécial Géométrique de la Ville de Kiev, Bibliothèque nationale Vernadsky d'Ukraine.
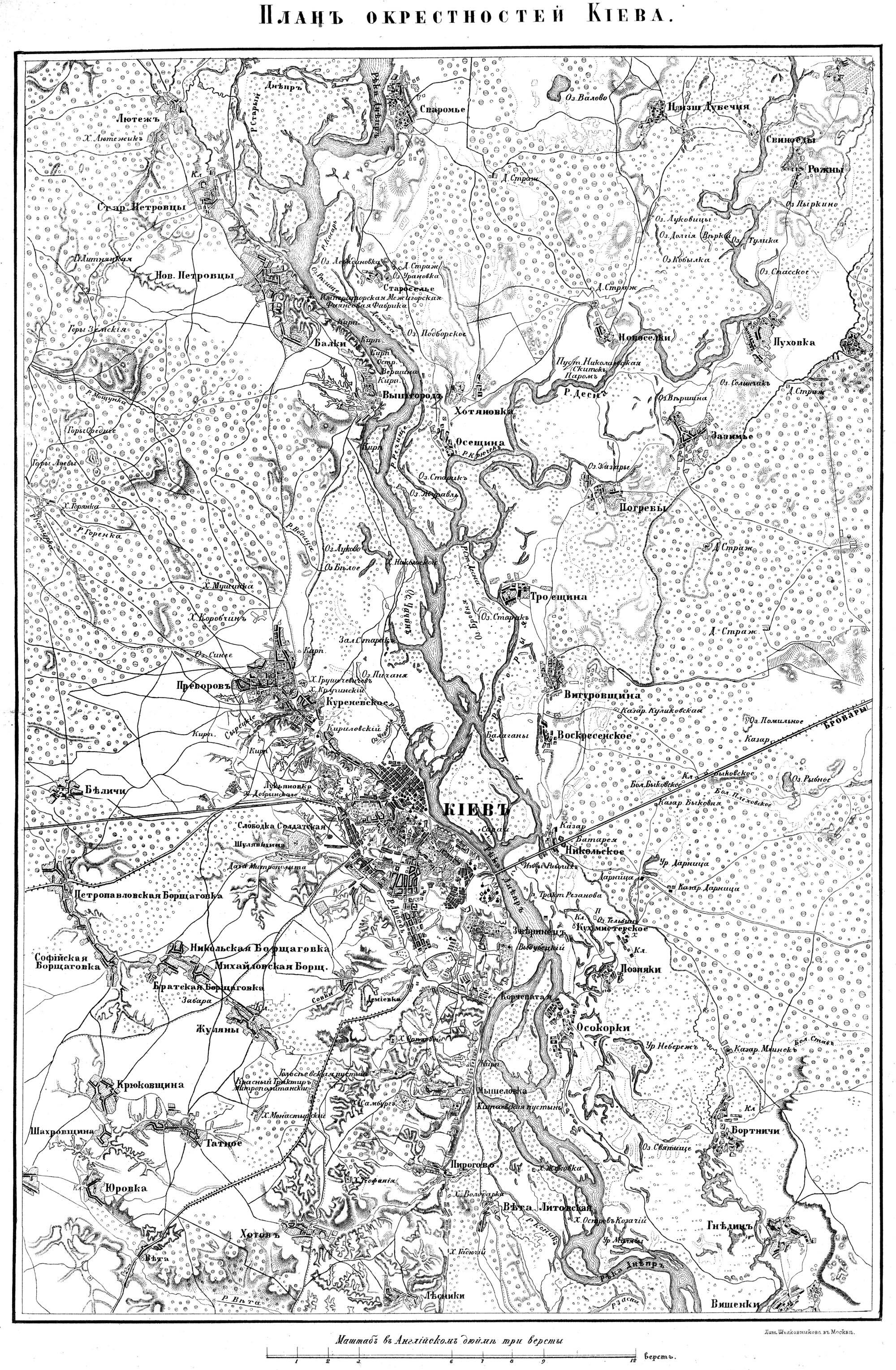
1850. Plan de Kiev et de ses environs.
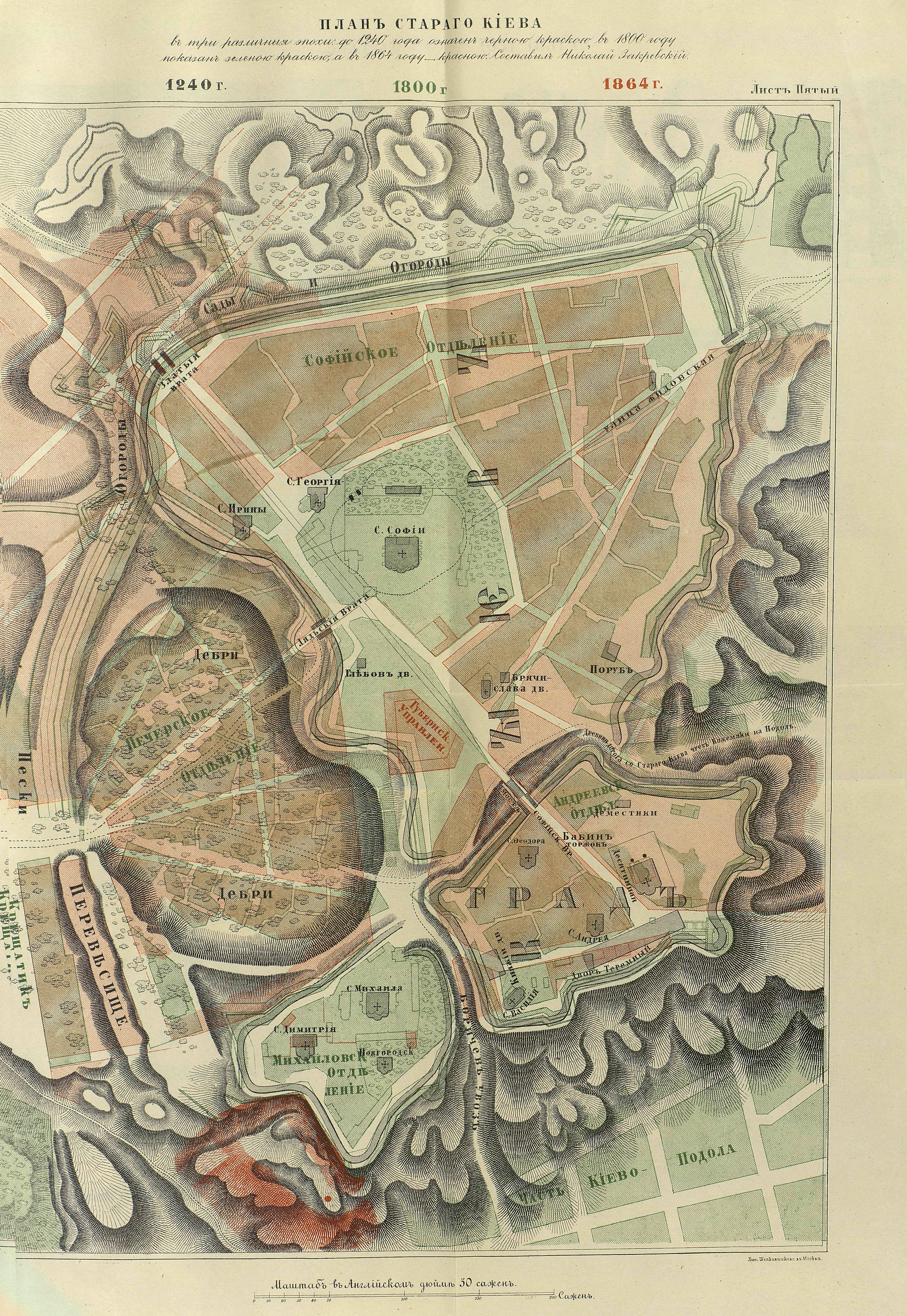
1864. Plan de Pechersk en 1240, 1800 et 1864. Reconstitution par Nikolaï Zakrevsky dans la Description de Kiev ("Описание Киева"), Moscou, 1868.
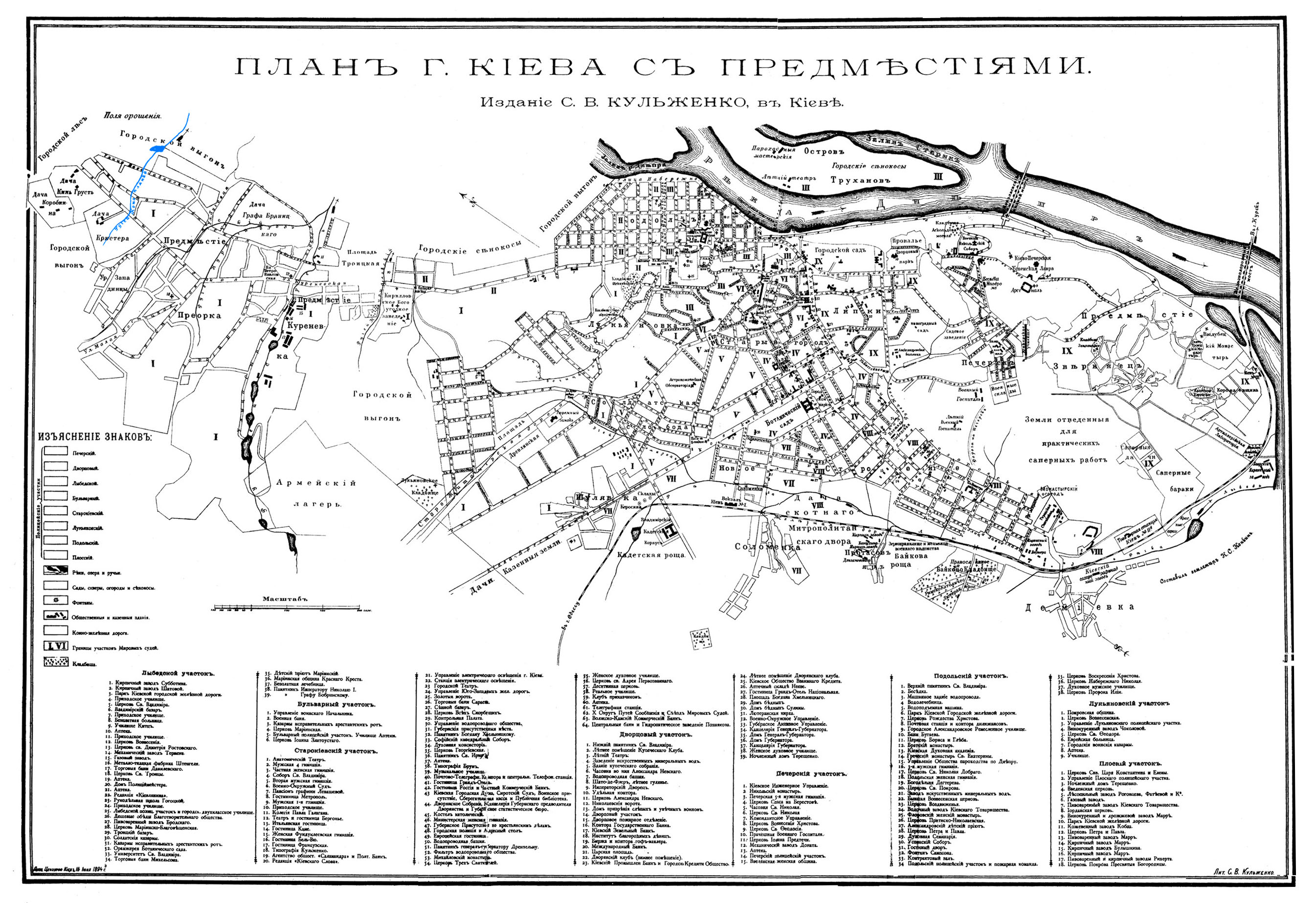
1894. Plan de Stefan Kouljenko.
1879. Plan de B. Bochno.
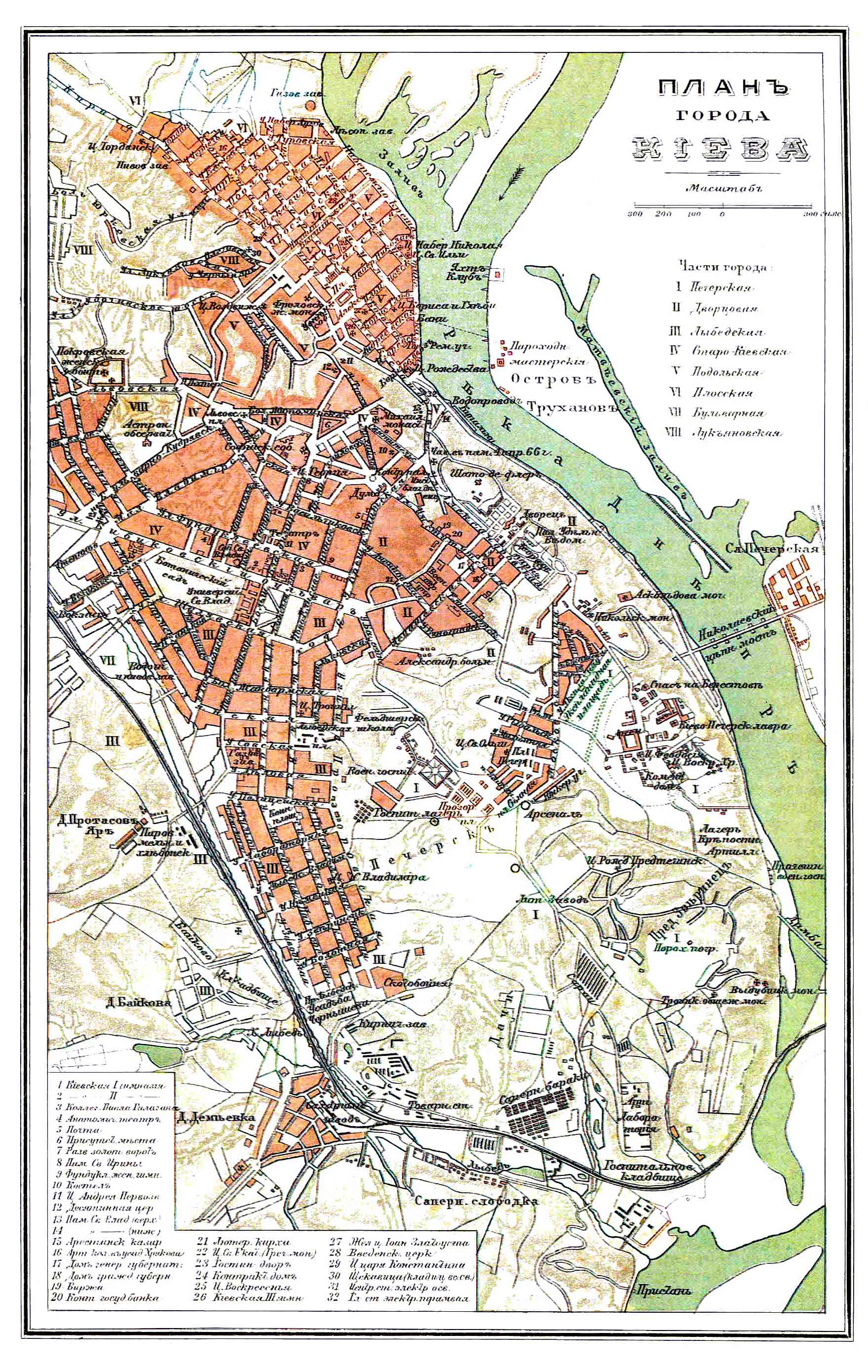
1890-1907 Plan de la ville de Kiev dans l'Encyclopédie Brockhaus et Efron.

## Kiev auXXesiècle

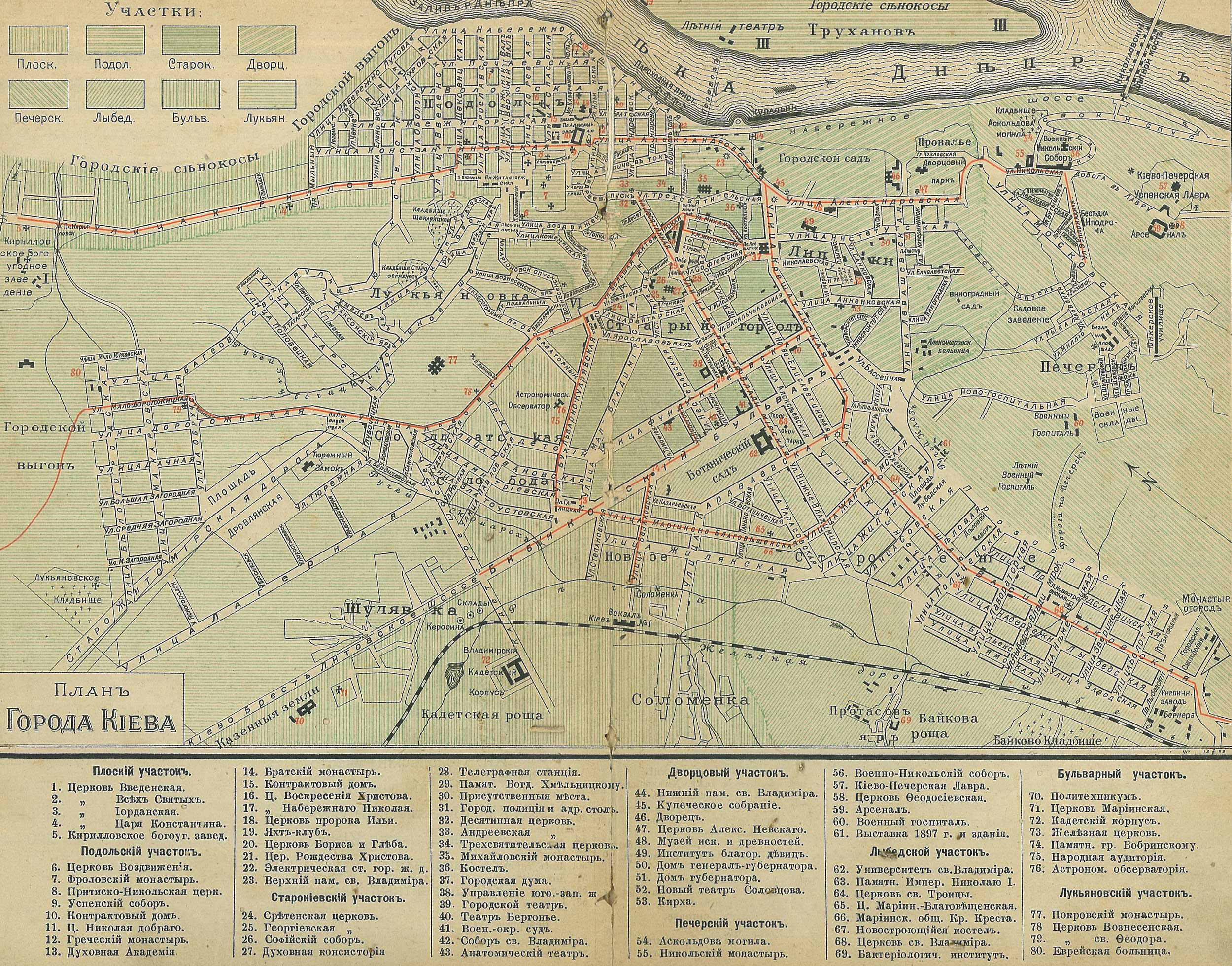
1900. Plan de Kiev.
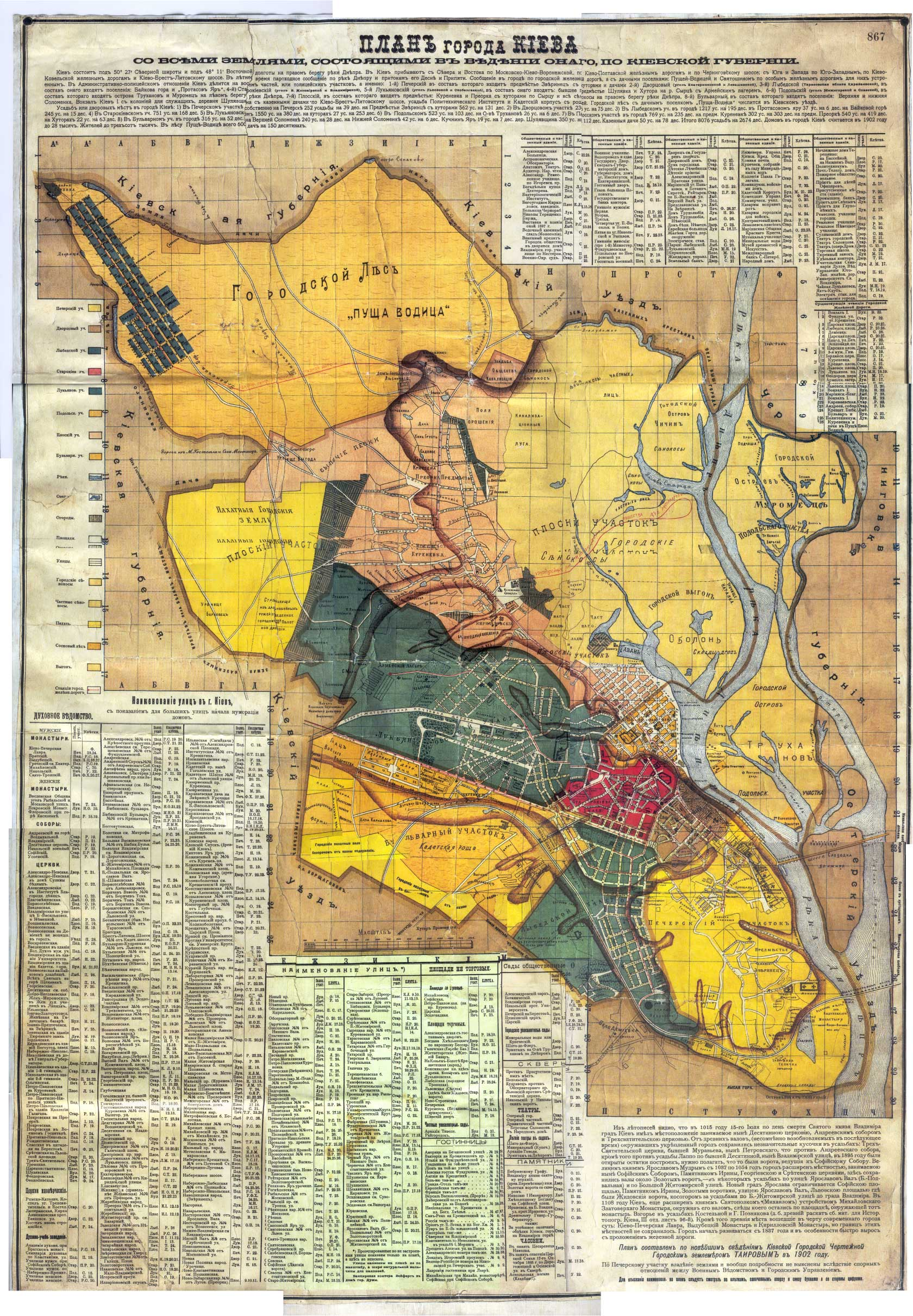
1902. Plan des itinéraires de tramway de Kiev.
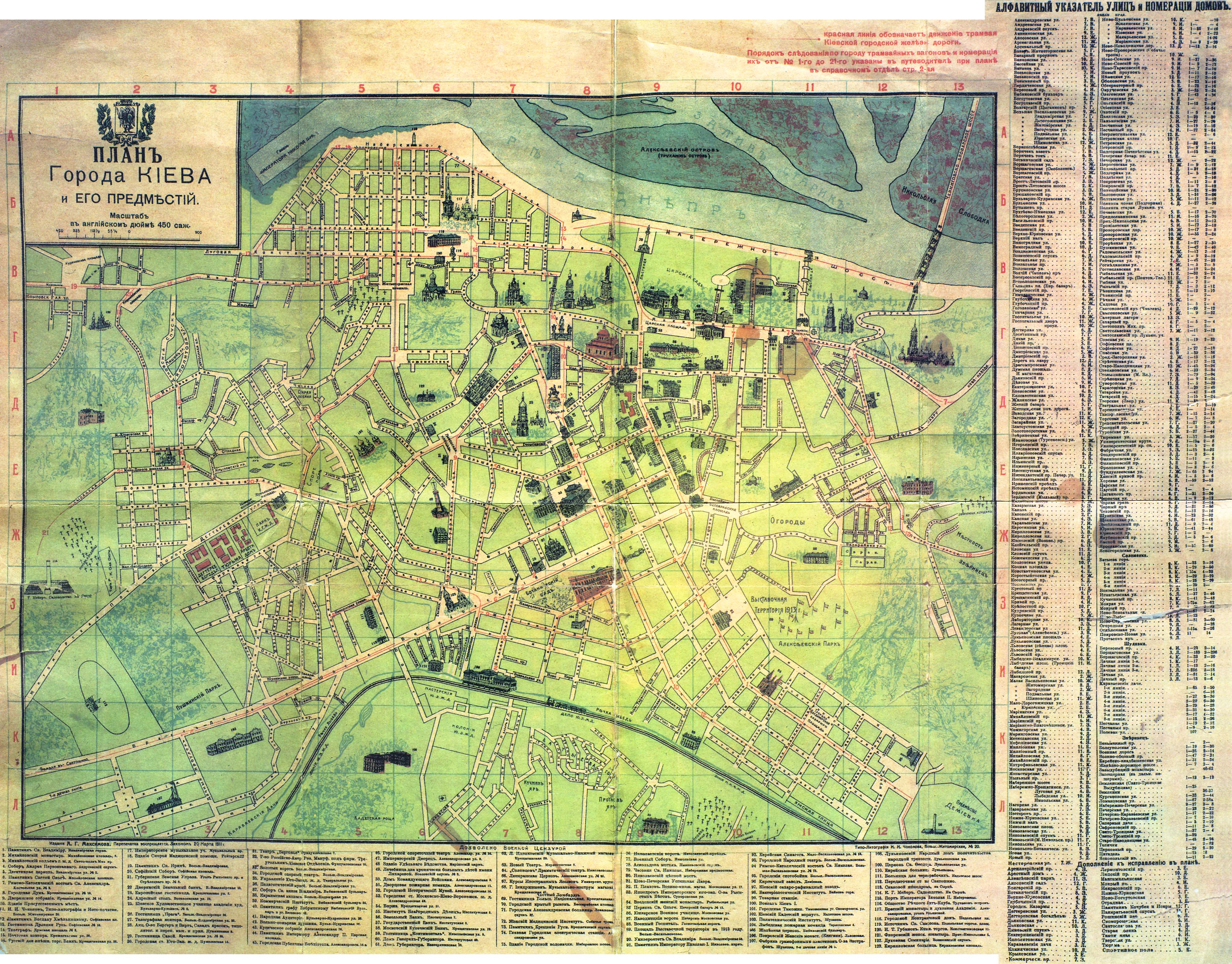
1911. Plan des itinéraires de tramway de Kiev.
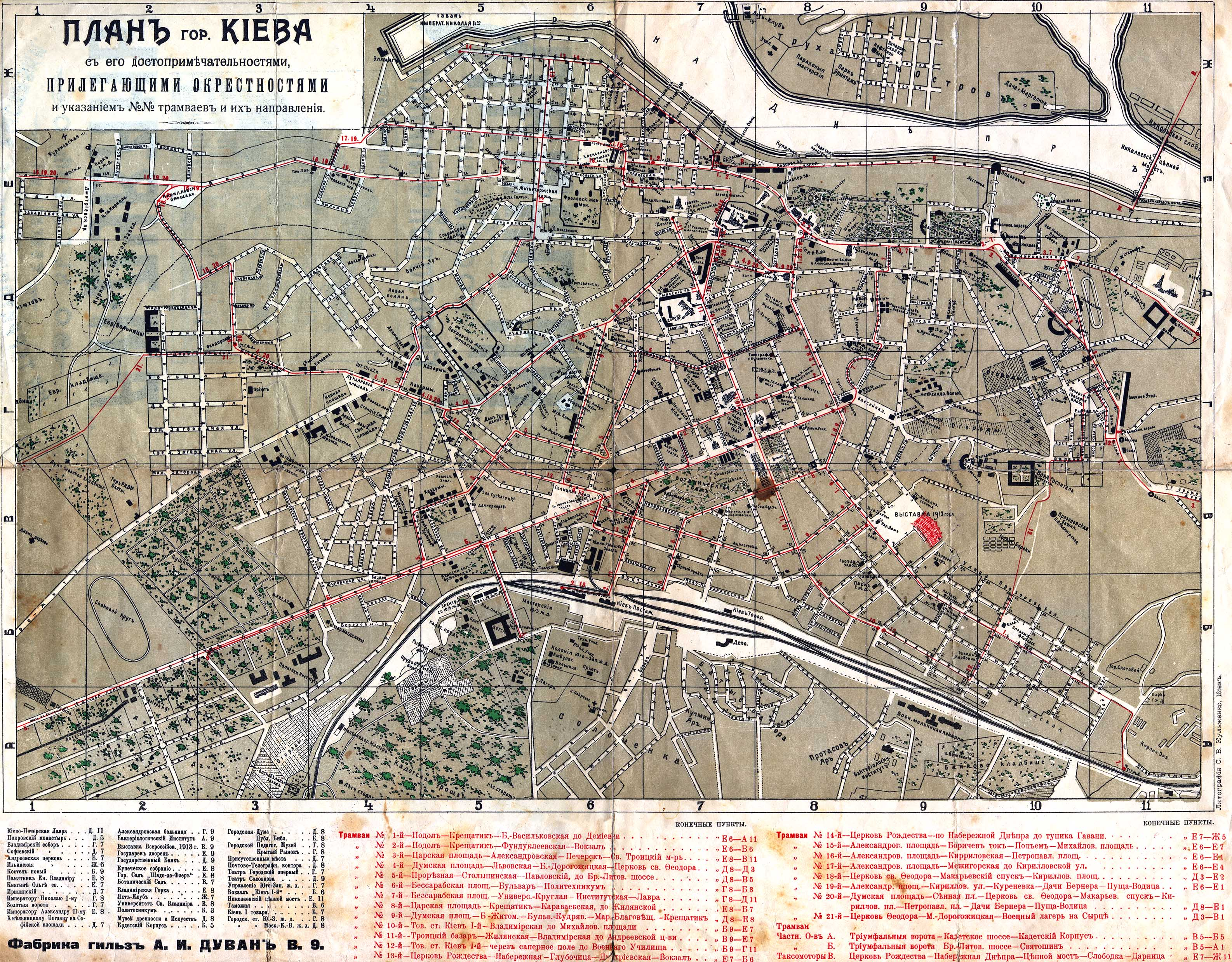
1913. Plan des itinéraires de tramway de Kiev.
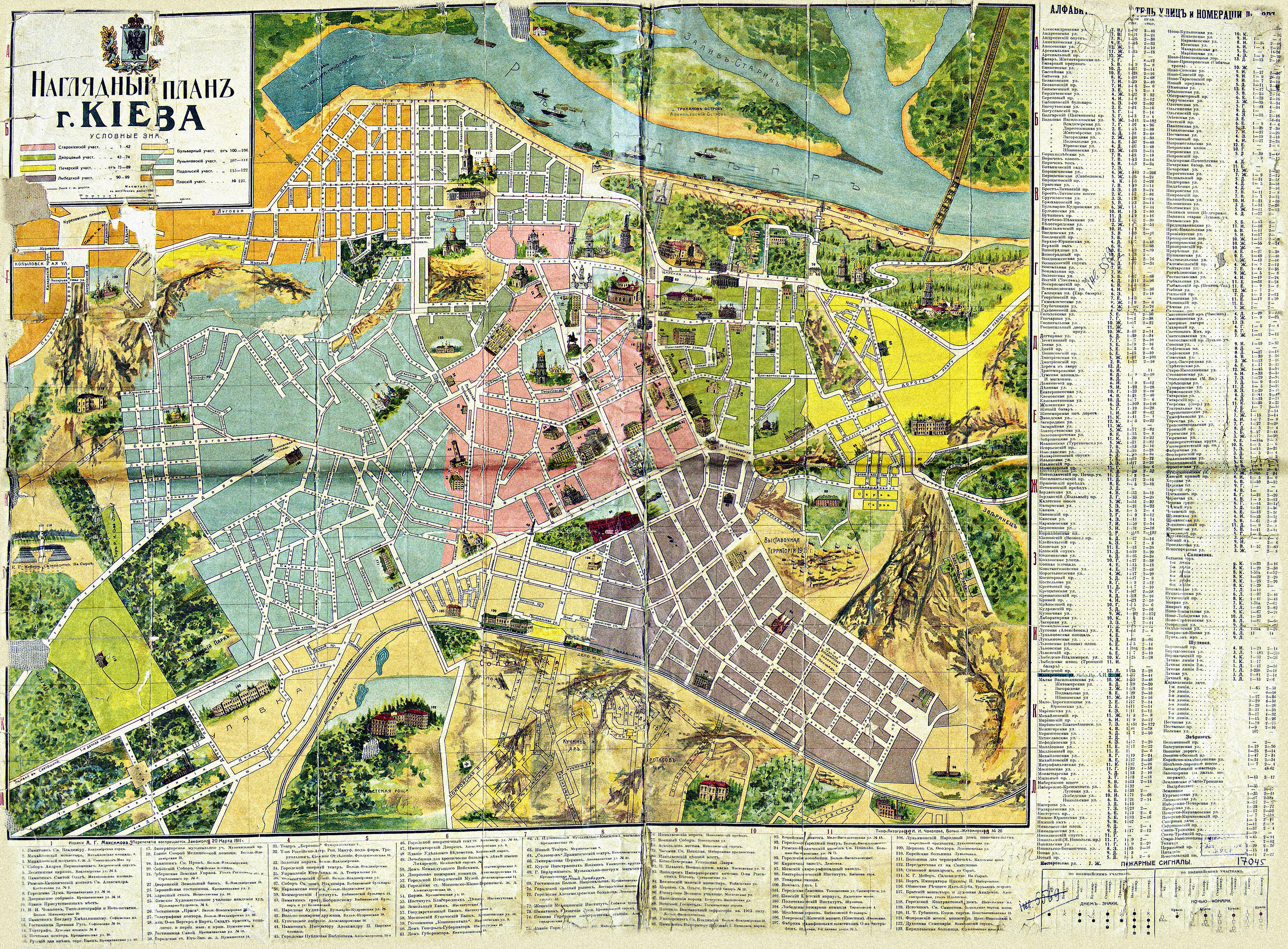
1913. Plan de la ville de Kiev.
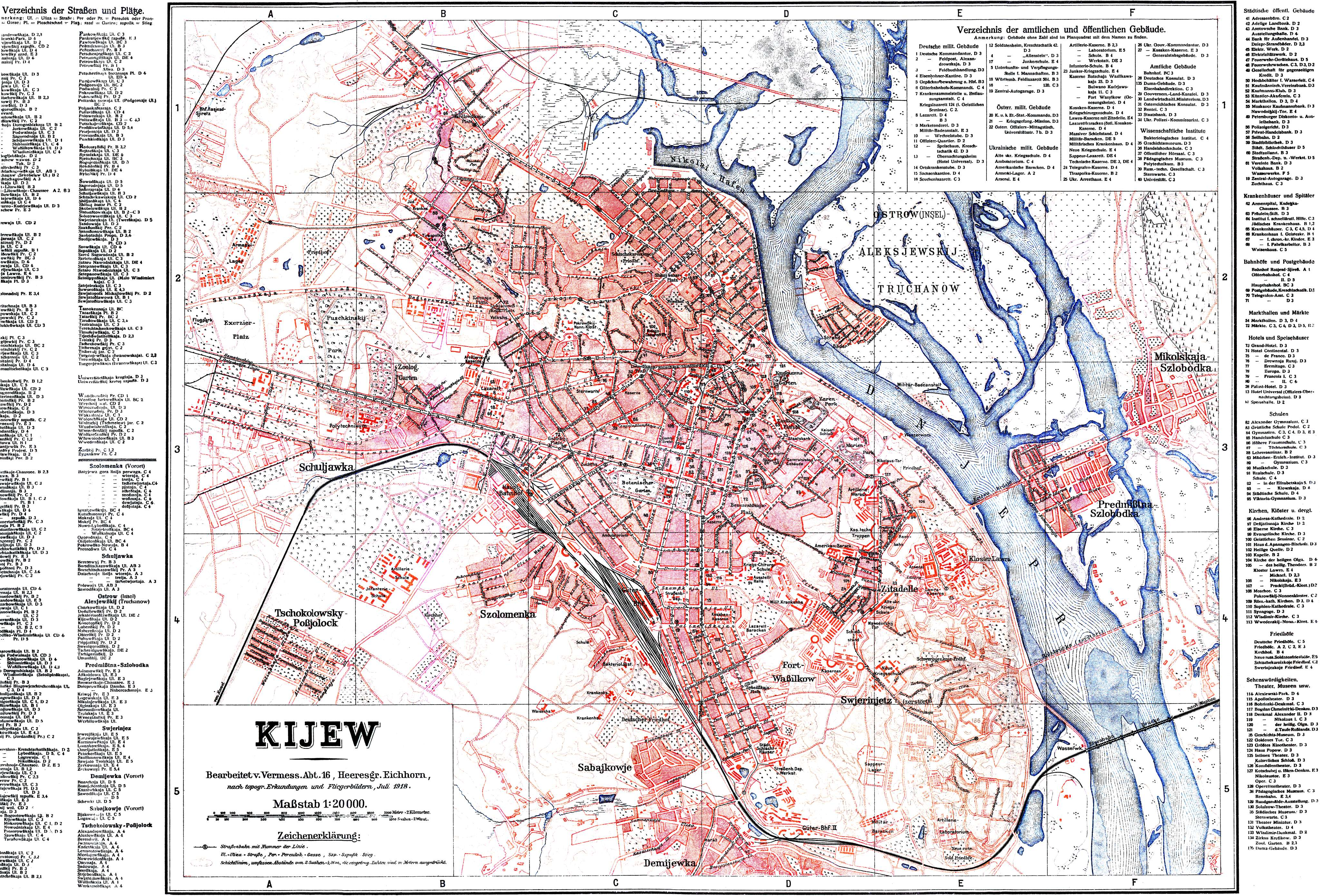
1918. Plan des itinéraires de tramway de Kiev.
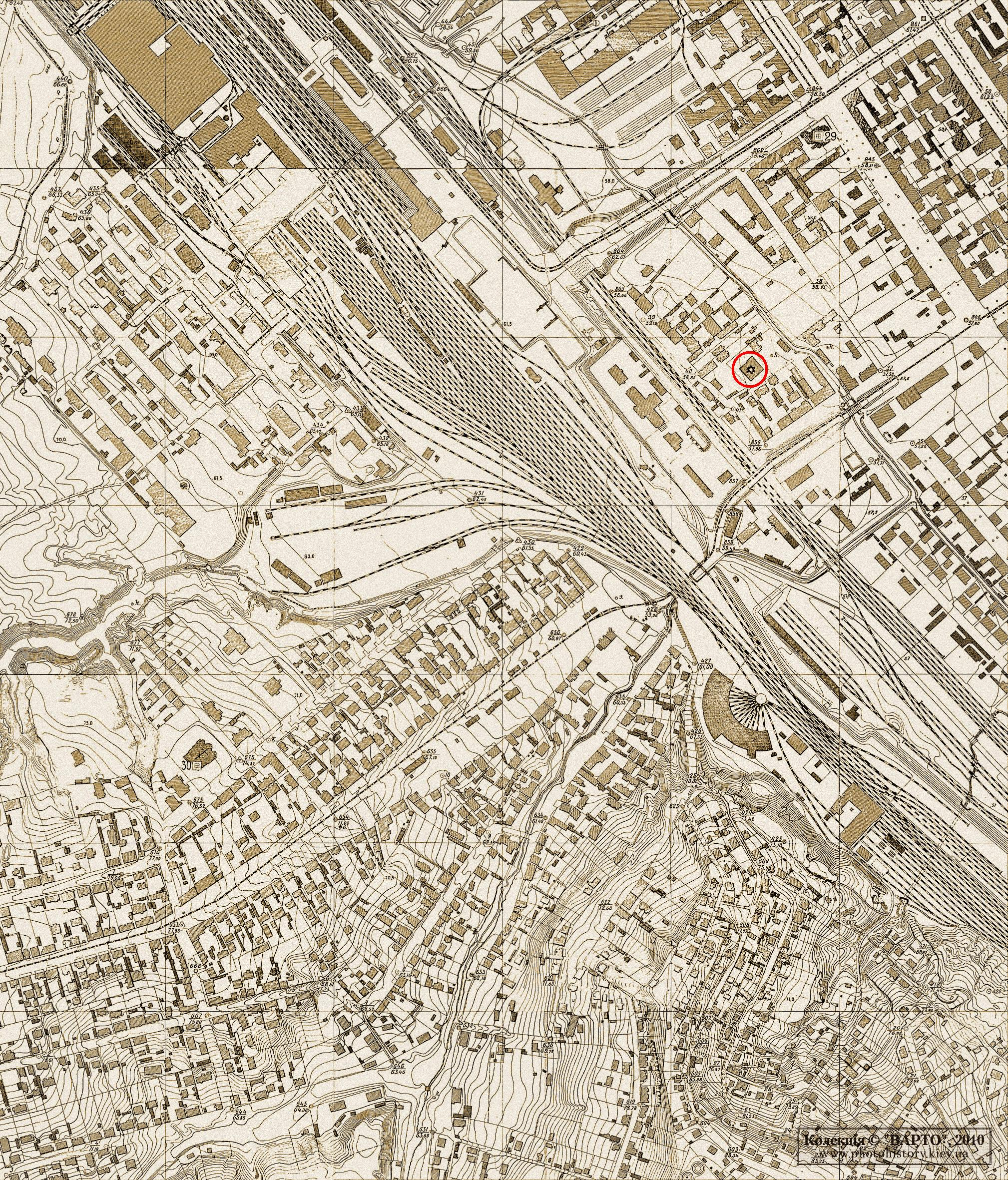
1925. Carte topographique de Kiev autour de la gare.
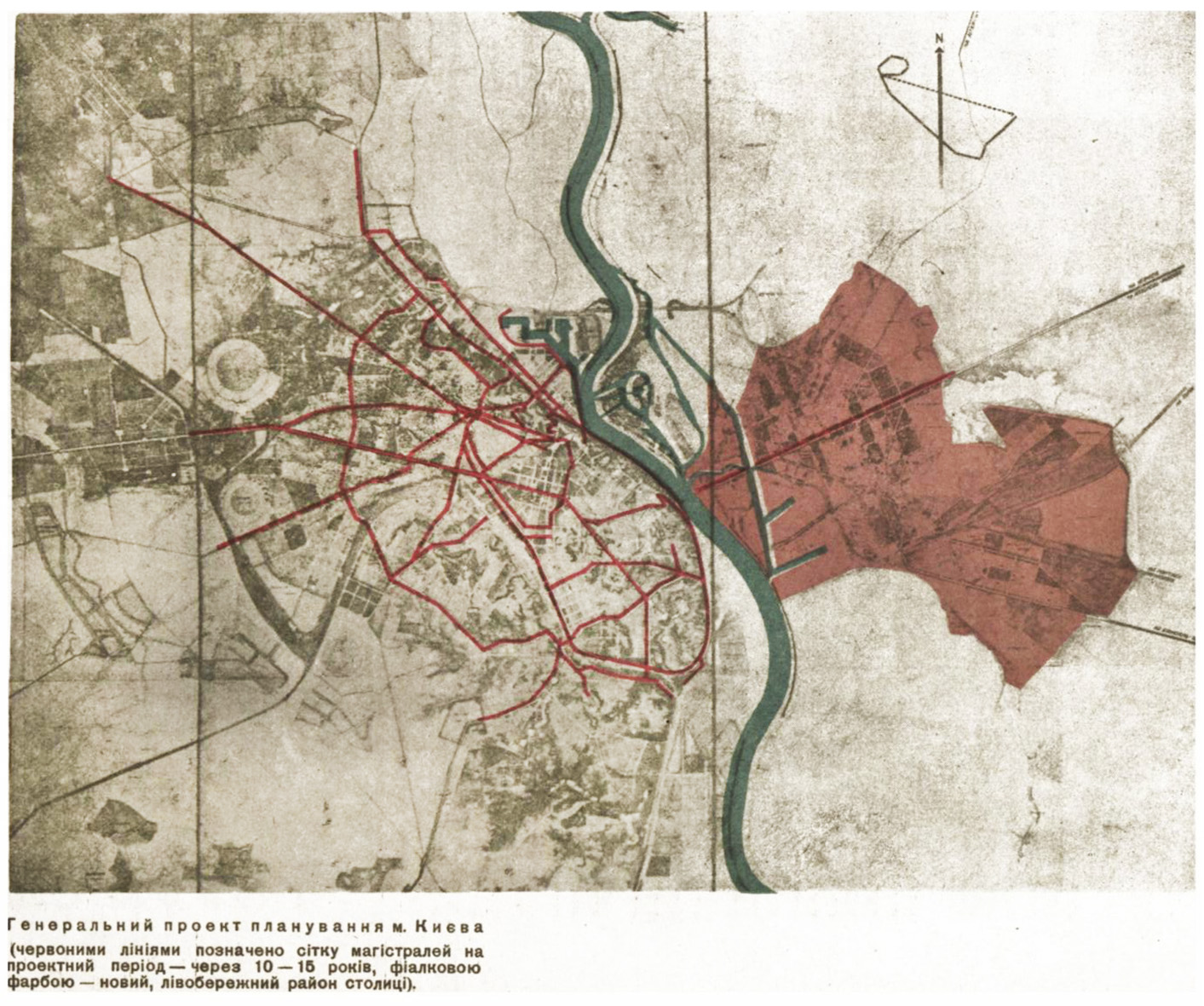
1936. Plan directeur (prospectif) de l'extension de la ville de Kiev.
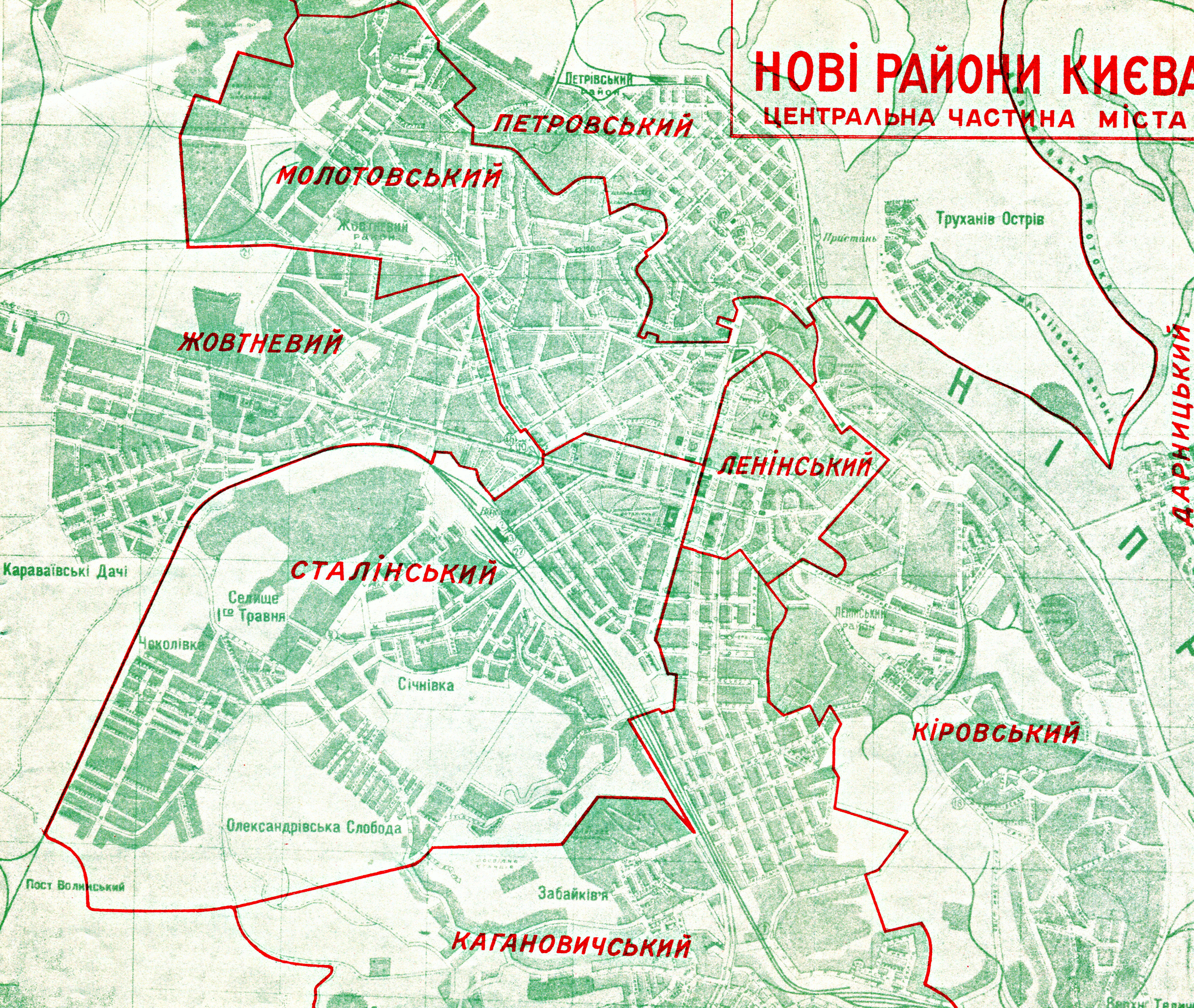
1937. Carte administrative de Kiev avec les nouveaux raïon (arrondissements).
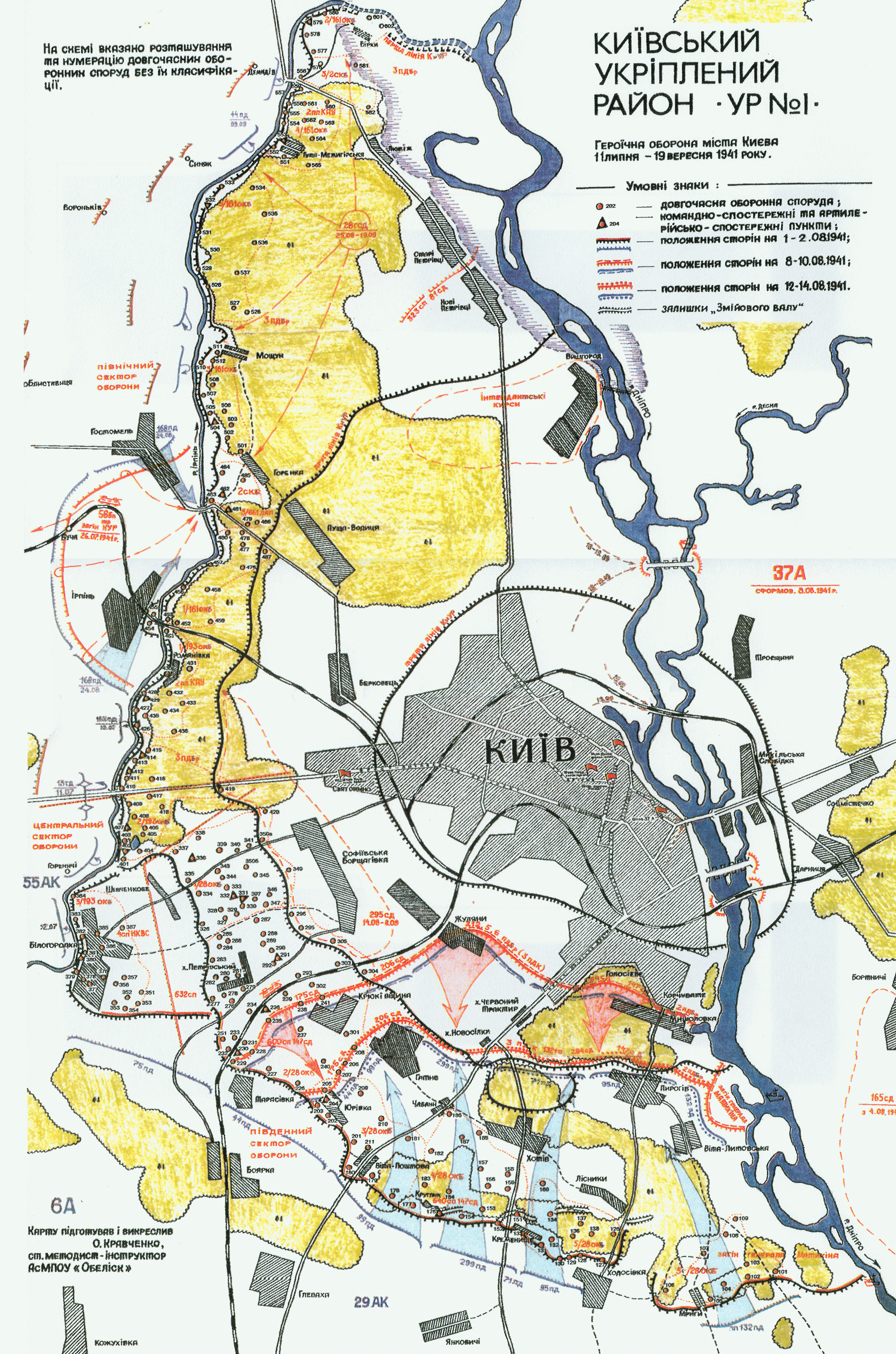
1941. Carte militaire des fortifications autour de Kiev.
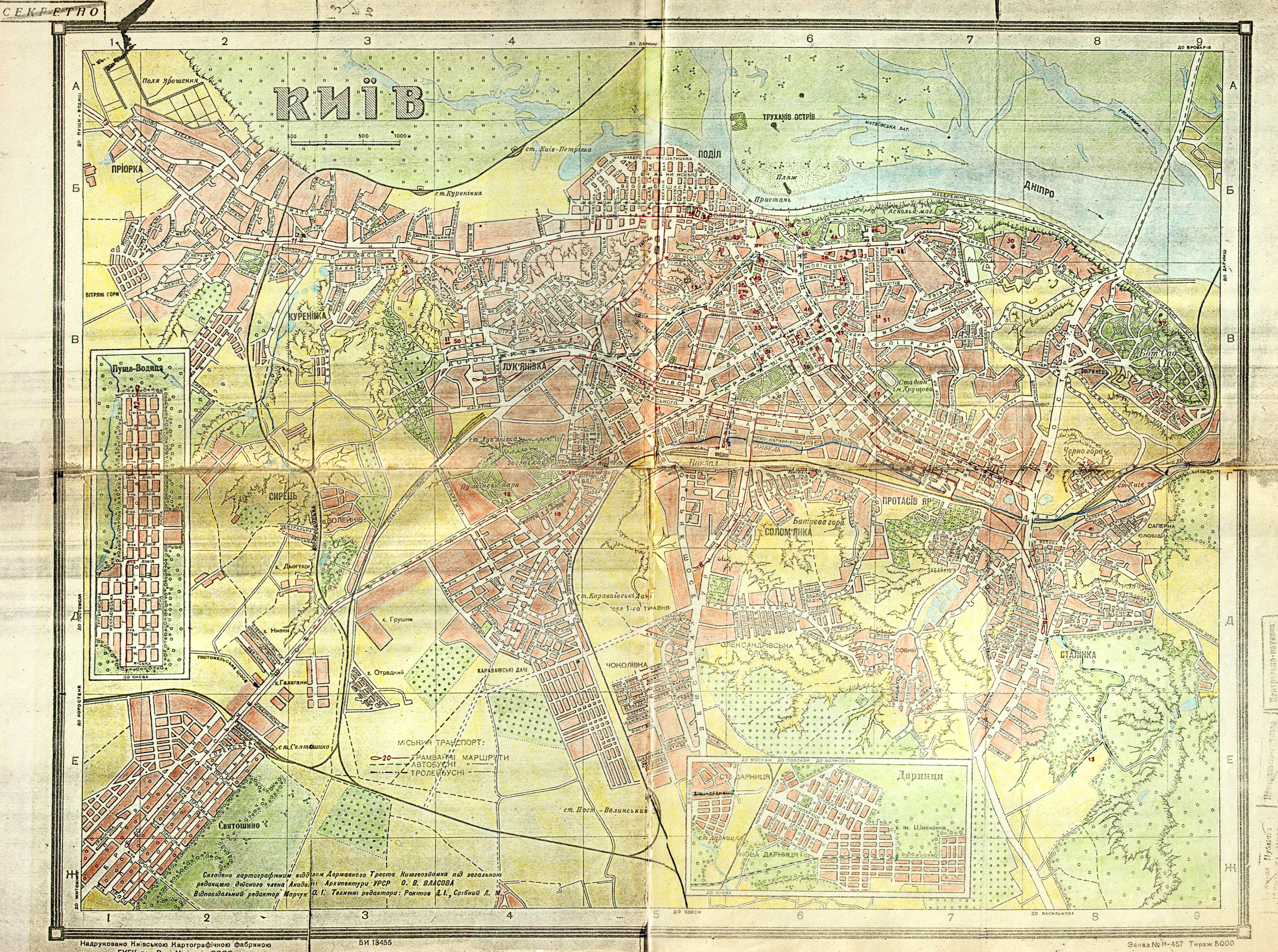
1947. Plan de Kiev.
1979. Plan de Kiev avec ses principaux bâtiments CIA.
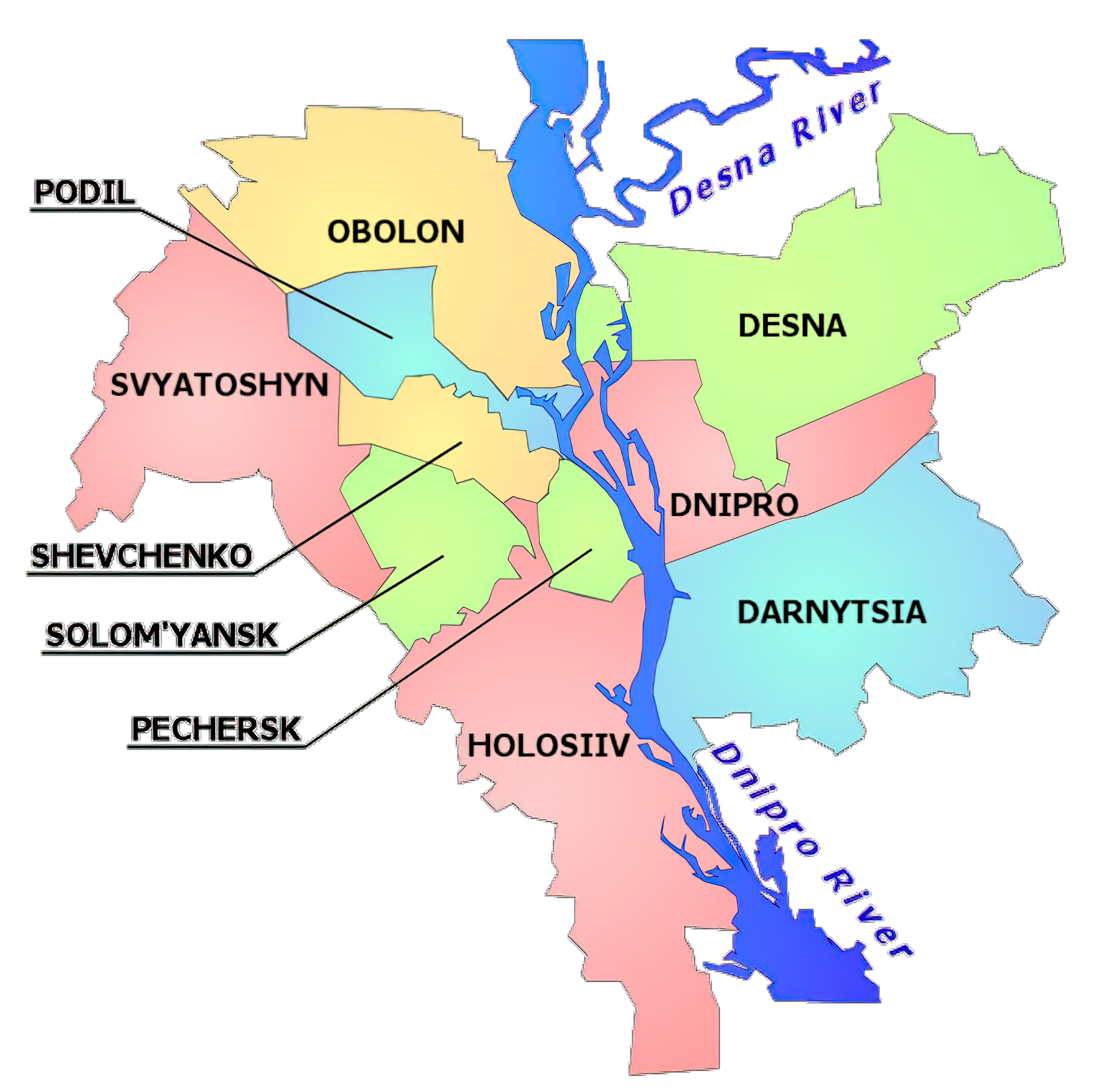
Carte des arrondissements de Kiev.

## Kiev auXXIesiècle
- Kiev aujourd'hui